# Tour Saint-Nicolas
Pour les articles homonymes, voir Tour Saint-Nicolas (homonymie), Tour Saint-Nicolas (Dijon) et Tour Saint-Nicolas (Fougères).
La tour Saint-Nicolas (XIVe siècle) est, avec la tour de la Chaîne et la tour de la Lanterne, l'une des trois tours du front de mer de La Rochelle, et l'une des deux tours emblématiques du Vieux-Port, dont elle constitue la majestueuse porte d'entrée. Elle a assuré pendant cinq siècles la défense de la passe et a servi de point d’attache à la chaîne, tendue depuis l’autre rive, et qui servait à interdire l'accès du port. Elle a été classée au titre des monuments historiques par arrêté du 17 février 1879.

## Localisation
La tour Saint-Nicolas est isolée sur la rive sud du Vieux-Port de La Rochelle et barre le goulet.

## Historique

### Construction

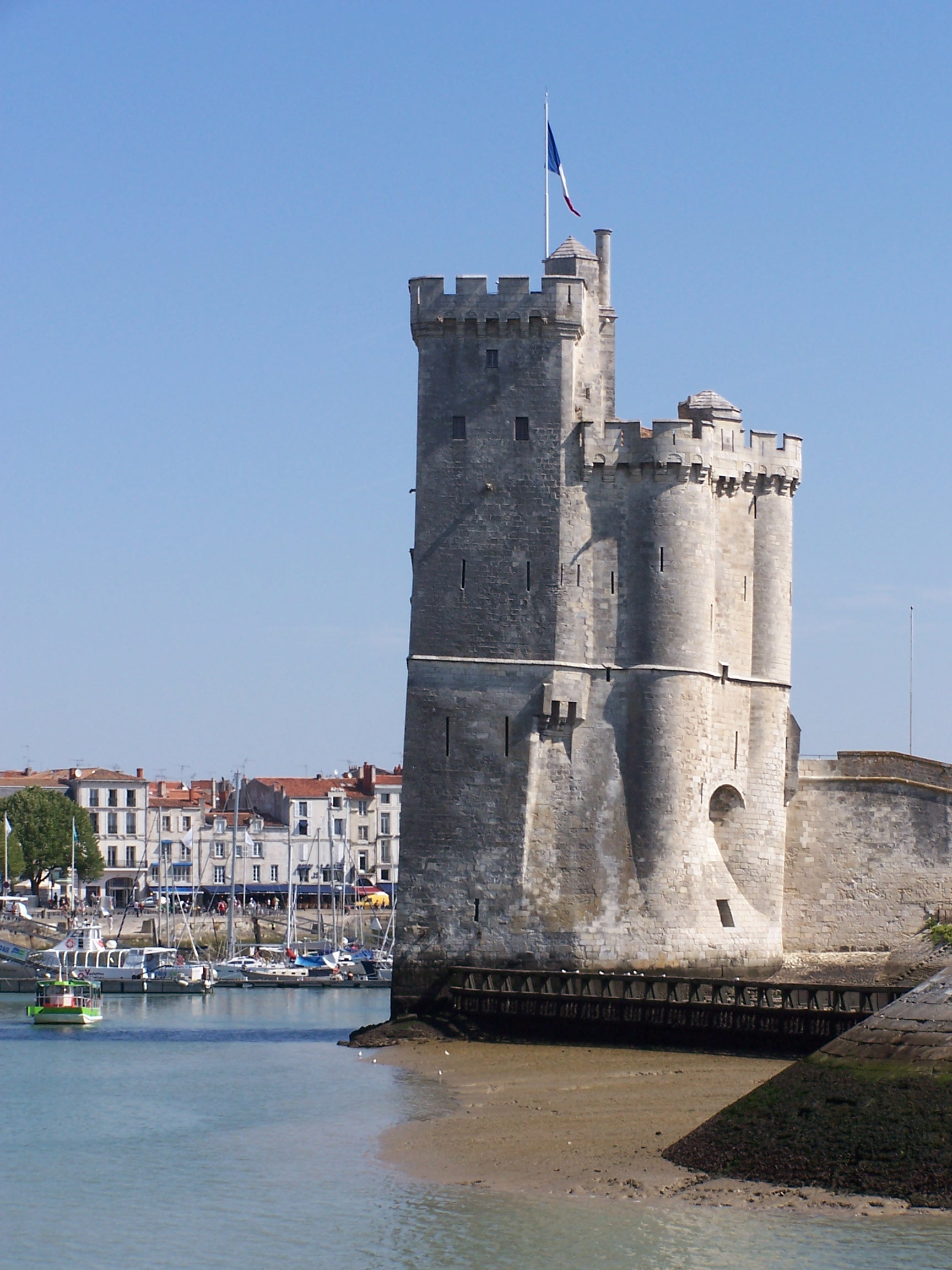
La tour est aujourd’hui encore inclinée.

La légende prête à la fée Mélusine, la construction de la tour Saint-Nicolas. La construction de la tour débute, suivant les sources, vers 1345[réf. souhaitée] ou entre 1374 et 1394. En raison du terrain marécageux, il est décidé de mettre en place un radier, constitué de longs pieux de chêne enfoncés dans la vase et calés à l’aide de pierres, qui fait alors office de fondations. Cependant, en raison du poids de la construction et de la nature meuble du terrain, les fondations cèdent, ce qui a pour effet de faire s'incliner l'édifice, qui présente un important devers de plus de vingt centimètres en direction de l'est. Ne parvenant pas à la redresser, les ingénieurs décident de stabiliser les fondations.

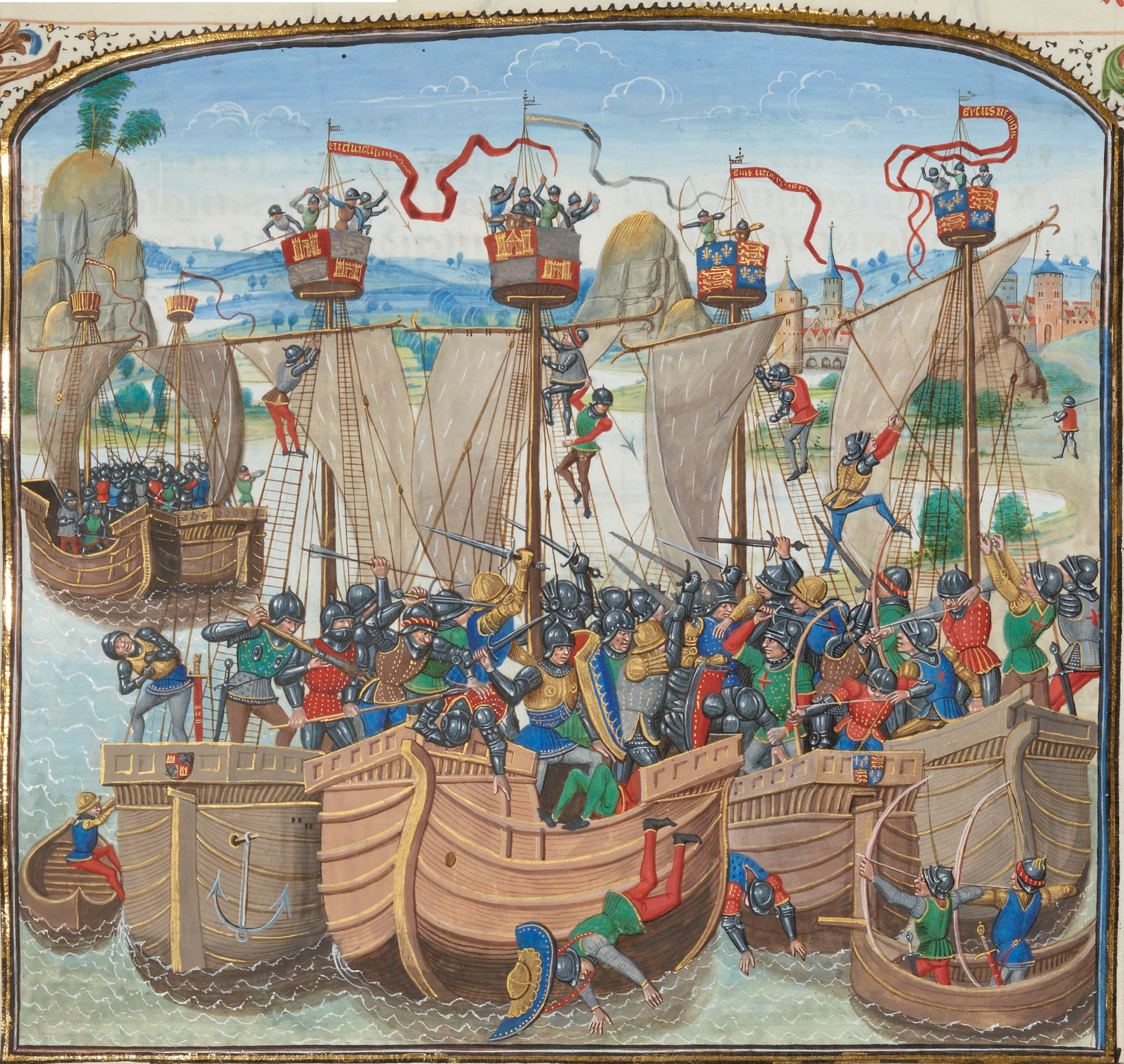
La bataille de La Rochelle, par Jean Froissart.

En 1360, la signature du traité de Brétigny par le roi Jean II de France, qui cède de nombreux territoires à la couronne d’Angleterre, dont la ville de La Rochelle, interrompt le chantier. Ce dernier ne reprend qu'en 1372, symbolisant l’alliance entre Charles V, roi de France et la ville, après que les Anglais aient été vaincus lors de la bataille de La Rochelle et chassés de la ville par les rochelais lors du siège mené par le connétable Bertrand du Guesclin, sur ordre du roi, faisant de La Rochelle une ville définitivement française.
En 1376, après trente-et-un ans de travaux interrompus par la rupture des fondations dans les premières années de la construction et par l'occupation anglaise ensuite, et après un tour de force technique, les constructeurs étant parvenus à corriger la verticalité de la partie supérieure de l’édifice, la tour Saint-Nicolas est achevée.
Destinée à défendre la passe du Port, la tour héberge son premier capitaine ainsi que les soldats préposés à sa garde en 1384. En 1394, un budget est prévu pour l’ameublement de chacune des tours de la Chaîne, et le 13 avril 1398, il est fait obligation aux capitaines des tours d’habiter ces ouvrages avec leur famille. Le capitaine est nommé tous les ans par le maire de la ville et prête serment de ne jamais quitter la tour durant l’année où il en a la charge. Il est le représentant du roi et le chef des armées de la ville. Sa fonction consiste à surveiller le trafic du port, et à s’assurer du paiement des taxes.

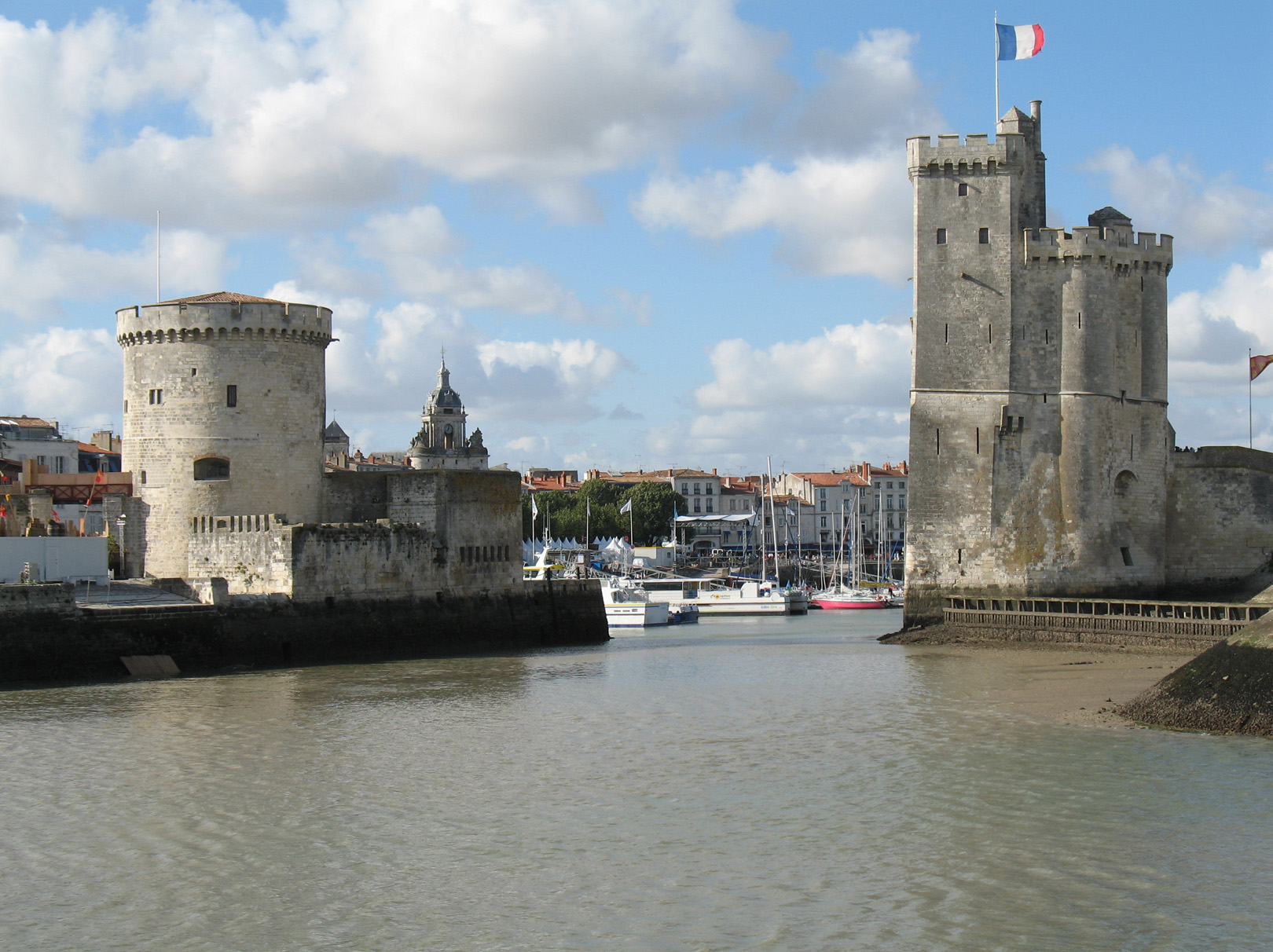
La tour de la Chaîne et la tour Saint-Nicolas à l'entrée du Vieux-Port de La Rochelle.

Quelques années après la tour Saint-Nicolas, la tour de la Chaîne est édifiée sur l’autre rive. Elle est ainsi nommée en raison du fait qu’elle a pour fonction de tendre la chaîne fixée dans la tour Saint-Nicolas et fermant l’accès au port. Les deux tours deviennent emblématiques du Vieux-Port de La Rochelle, dont elles constituent la majestueuse porte d’entrée.

### La Fronde
En 1649, le comte du Daugnon (ou Doignon), gouverneur royal de l’Aunis et des îles, se range du côté des frondeurs. Le comte s'était constitué une petite armée grâce aux taxes sur le sel et rançonnait fermiers et marchands.
La ville est dépourvue de fortification depuis le grand siège, à l’exception du front de mer. Le comte décide de faire des tours son réduit de sûreté. Pour cela, il entreprend, à partir du 7 octobre 1651, des travaux de renforcement de la tour Saint-Nicolas. Il fait couper, sur une largeur de 32 à 40 pieds, la muraille, qui reliait la tour à la première porte Saint-Nicolas, y compris le glacis. Il fait creuser un large fossé, allant du port à l'avant-port, de façon à laisser au pied de la tour un îlot triangulaire, une contrescarpe, flanquée de deux demi-bastions liés par une courtine, et bien fraisée de longs pieux à grandes pointes de fer. L'ensemble forme un ouvrage à corne entouré d’un profond fossé afin de se protéger de la ville. Puis, pour rendre plus difficiles les approches de la tour, dont il avait rasé les galeries à créneaux du sommet jusqu'à la plate-forme, il fit démolir jusqu'au quart de la muraille, le Bastion du Gabut. Il équipe la tour d’une douzaine de pièces de fonte.
Le 15 novembre 1651, à l’arrivée des troupes du roi Louis XIV menées par Henri de Lorraine, comte d’Harcourt, il s’enfuit rejoindre le prince de Condé à Bordeaux, en laissant son lieutenant, de Besse, à la tête de quelques soldats réfugiés dans les tours. Pour les déloger, le marquis d'Estissac, lieutenant-général des armées du roi au pays d'Aunis, fait miner les tours et ouvre le feu au canon. Pour cela, il fait installer trois batteries sur le port. Les insurgés, plutôt que de tomber aux mains de l'ennemi, mettent le feu aux réserves de poudres entreposées dans la tour de la Chaîne. L'édifice s'effondre, le 19 novembre 1651, sous une formidable explosion, les assiégés, sains et saufs, s'étant réfugiés dans la tour Saint-Nicolas.
Le 28 novembre 1651, il ne reste plus aux troupes, de Besse, que la tour Saint-Nicolas. Celle-ci est bombardée par les royalistes. Bientôt le toit en poivrière et sa charpente qui, battue continuellement depuis plusieurs jours, fut percés à jour et une partie de ses galeries furent détruites.
Le comte d'Harcourt, appuyé de nouveaux renforts, à sommer à de Besse de se rendre, mais celui-ci lui avait répondu « qu'il la gardoit pour le service du Roy, duquel il étoit aussi bon serviteur que luy ». Après un échange de tire nourri, un silence se fit et le comte d'Harcourt en profita « pour faire crier qu'il y avoit bon quartier pour les soldats et qu'ils auroient la vie sauve, moyennant qu'ils l'otâssent à leur commandant ». De Besse, voyant sa fin arrivée, menaça de mettre le feu aux poudres avant qu'un soldat suisse le frappe d'un coup d'épée. Il finit par se jeter du haut du réduit, se raccrochant à une échelle, il fut criblé de balles. Une fois le commandant mort, la garnison ouvrit aux troupes royales les portes de la tour. Les troupes de Condé, dont les avant-gardes approchées de Muron, en apprenant la nouvelle, décidèrent de retourner à Bordeaux.
On trouve dans l'ouvrage 12 000 livres de poudre, et quantité d'approvisionnements. Bien que cela soit demandé par la ville, le roi refuse de faire démolir la tour et l’incorpore au domaine militaire.
À l'origine, la tour Saint-Nicolas était constituée de quatre grandes salles superposées et recouvertes d’un toit en poivrière, mais son dernier étage, ainsi que son toit fut détruit pendant cet épisode. Ni les aménagements de la nouvelle enceinte, ni les restaurations ne restitueront cet étage.
De 1652 à 1659, la tour héberge les compagnons charpentiers de marine de Hambourg, venus à La Rochelle pour monter un chantier naval.

### Les guerres de religion et la Révolution
À partir de 1569, et plus largement pendant le XVIe et le XVIIe siècle, la tour sert épisodiquement de dépôt d’armes, de poudrière et de prison pendant les guerres de Religion : des huguenots y sont enfermés entre 1682 et 1686, à l’époque de la révocation de l’Édit de Nantes. Lors de la Révolution française, la tour est utilisée (jusqu’en 1793) pour emprisonner des Chouans.

### Restaurations

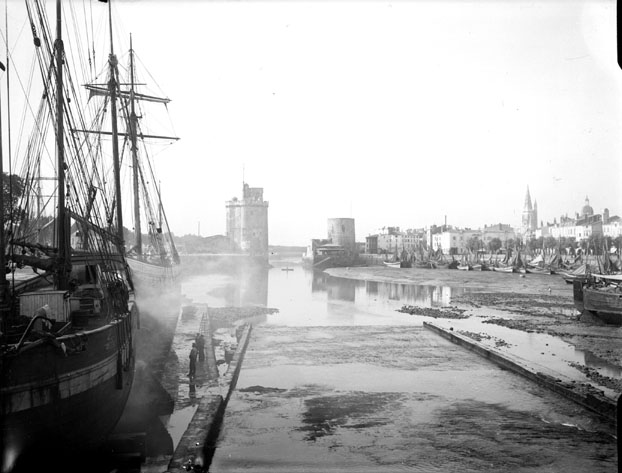
Le Vieux-Port de La Rochelle en 1907.

Intégrées définitivement au domaine militaire, Ferry, ingénieur du génie, établit les premiers projets à partir de 1685. De 1695 à 1698, les travaux de la nouvelle enceinte s'attache à la restauration des fortifications du secteur du quartier Saint-Nicolas. L'extérieur de l’édifice est sommairement restauré et un accès direct au 2e niveau est aménagé sous forme d'une rampe prenant appui sur la courtine.
En 1813, lors des travaux d’aménagement du port, visant à limiter l'envasement et à établir les quais maçonnés, on procéda à la démolition de l'ouvrage à corne situé au pied de la tour. On ne conserve de cette structure que la partie côté mer, reliée au mur d'enceinte.
Le 17 février 1879, la tour Saint-Nicolas est classée au titre des monuments historiques par arrêté. Laissé à l'abandon, il faut attendre l'autorisation du ministère de la Guerre pour entreprendre les travaux de restauration. L’architecte Juste Lisch restaure extérieurement la tour et lui redonne ses créneaux et mâchicoulis entre 1884 et 1888.
De 1901 à 1904, Albert Ballu procède à sa restauration intérieure. En 1905, le ministère de la guerre abandonne définitivement la tour à celui des Beaux-Arts.
Entre 1952 et 1956, on procède à des travaux de consolidation des fondations de la tour.

### De nos jours
Bien que la proposition de Juste Lisch d'utiliser les salles de la tour comme musée d'archéologie ait été repoussée par le génie militaire, la tour est visitable toute l'année. Les trois tours de la Rochelle ont accueilli en 2011 près de 121 523 visiteurs.
|                                                                                |  |  |
| Séries du championnat du monde 2010 de plongeon extrême à La Rochelle, France. |  |  |

La tour a accueilli à six reprises (2009, 2010, 2011, 2013, 2015 et 2016) une compétition de plongeon,. L'évènement a rassemblé plus de 40 000 spectateurs au pied de l’édifice en 2009. La compétition consiste à réaliser des plongeons depuis la tour à marée haute représentant un saut d'une hauteur de 26 mètres.

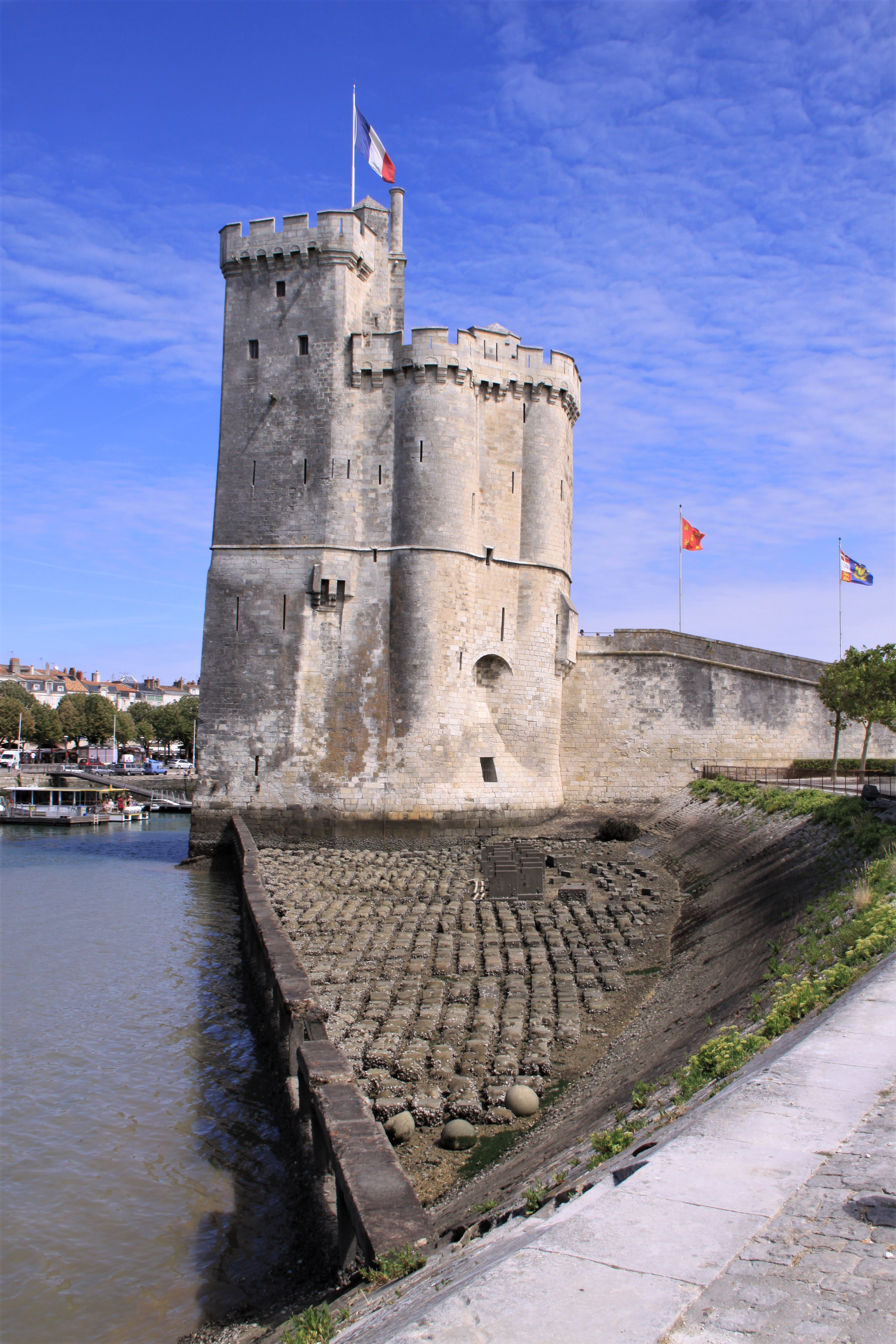
La terrasse submersible installée au pied de la tour depuis 1856 afin d'y procéder à des tests de vieillissement de différents types de bétons.

Depuis 1856, une terrasse submersible a été installée sur un flanc au pied de la tour, elle permet notamment de procéder à des tests de vieillissement en milieu marin de différents types de bétons, chacun sous la forme de cubes ou plots. Occasionnellement d'autres matériaux y sont testés (poutres, etc.) ou des expériences menées (éprouvettes, etc.).

## Description

### Fondations

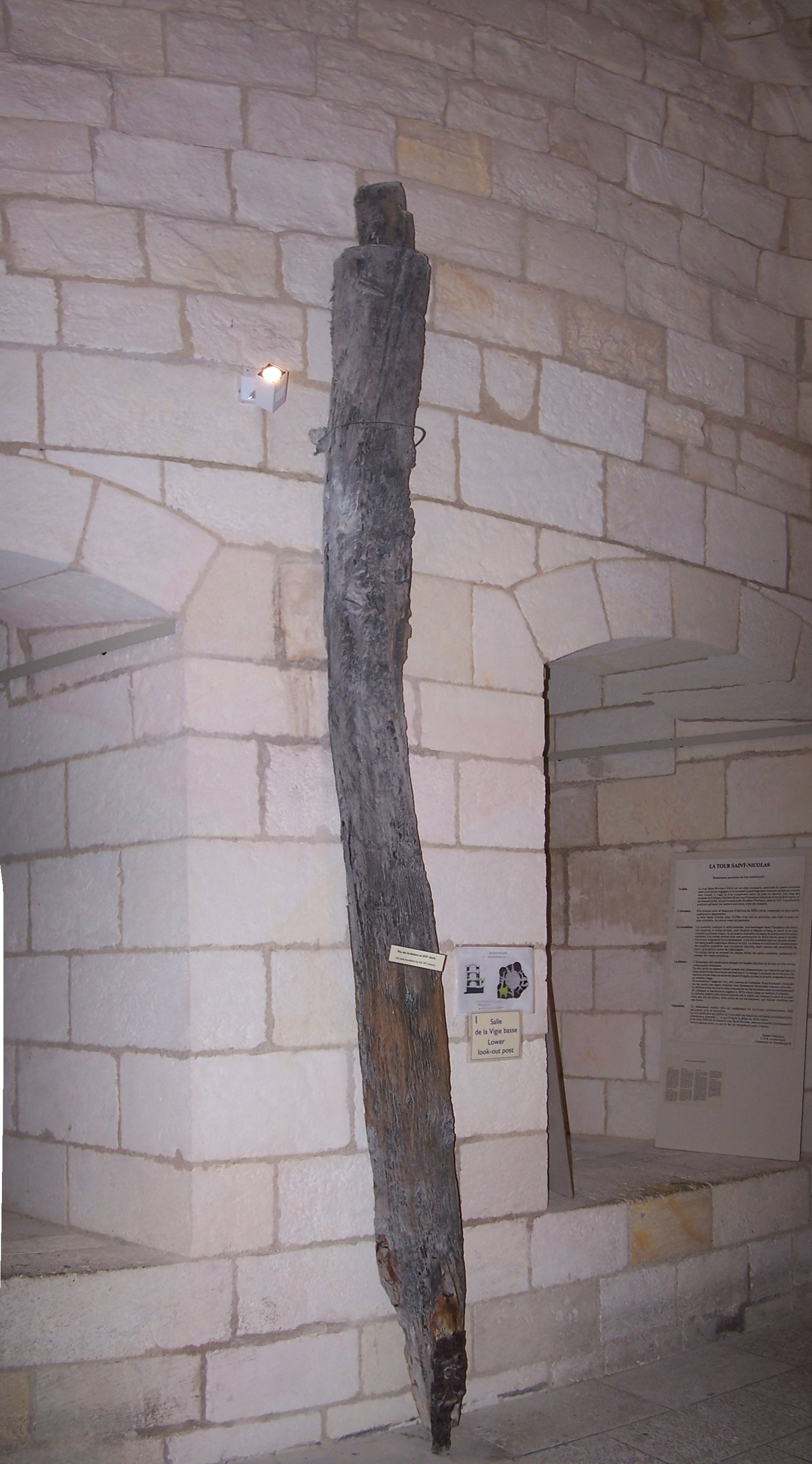
Pieu de chêne ayant servi à réaliser les fondations de la tour et en ayant été retiré en 1956 à l'occasion de travaux de consolidation.

En raison du terrain marécageux, la tour repose sur un radier. Ce dernier est constitué de longs pieux de chêne de six mètres à sabot métallique enfoncés dans la vase et calés à l’aide de pierres, l’ensemble étant recouvert d’un quadrillage de poutres horizontales et faisant office de fondations.
Cependant, le poids de la tour et la nature meuble du terrain entraînèrent lors de sa construction une déstabilisation des fondations, et un important devers de l’édifice, de plus de vingt centimètres, en direction de l’est. Cette inclinaison sera conservée lors de la restauration de la tour, de sorte que le sol présente aujourd’hui encore une inclinaison de l’ordre de 2 %, bien qu’il ait été surélevé de 50 cm par rapport au sol originel. En d’autres termes, elle penche (visible à l’œil nu).

### Caractéristiques
De plan circulaire, la tour mesure 37 mètres de hauteur pour un diamètre variant de 18 à 23 mètres.
Elle est fortifiée par quatre tourelles semi-cylindriques engagées, décalées à 70° environ, et d’une tourelle rectangulaire, plus élevée que le reste du bâtiment et surmontée d’une tour carrée plus haute. Ces tourelles placées régulièrement à sa périphérie lui donnent une forme pentagonale.
La tour, qui est en position saillante par rapport aux deux côtés du rempart, forme un éperon à angle droit en direction de la mer, au Sud-Ouest.

### Défenses
La tour est particulièrement bien défendue. Fortifiée par des tourelles, elle est surmontée d’un parapet en saillie décoré de trèfles et reposant sur un rang de consoles à trois renflements, qui est de surcroît doté de créneaux, de merlons, de mâchicoulis, et d’une bretèche. Ses murs sont percés de nombreuses archères. Elle est également équipée d’un corps de garde, et est isolée par un profond fossé.

### Aménagements
Constituée de pierres de taille en matériau calcaire, ses murs, épais de 3 à 6 mètres, abritent un véritable dédale de couloirs de petites pièces et d’escaliers.
Intérieurement, les murs laissent un vide central d’environ 9,5 mètres de diamètre, qui est divisé en trois grandes salles superposées de forme octogonale et de style gothique, dont deux sont voûtées sur croisée d’ogives. La majorité des autres pièces mettent également en œuvre cette architecture ogivale.

### Évolutions
À l’origine, la tour était isolée du reste de la ville par des zones marécageuses, mais à la suite de la construction du bastion du Gabut, elle fut rejointe par le tissu urbain de La Rochelle, qui vint s’étendre jusqu’à son pied.

## Agencement
La tour Saint-Nicolas est une superposition de vastes salles, complétées par des salles annexes créées dans l'épaisseur de ses murs. Elle comporte également un système complexe de circulations intérieures mélangeant volée d'escalier avec voûte en berceau, escalier à vis, escalier à double révolution, l'ensemble situé dans l'épaisseur des murs de la tour.

### Rampe d’accès
La rampe d’accès, qui permet aujourd’hui d’accéder directement à la salle d’accueil au premier étage, n’existait pas à l’origine, et n’a été construite qu’en 1695.

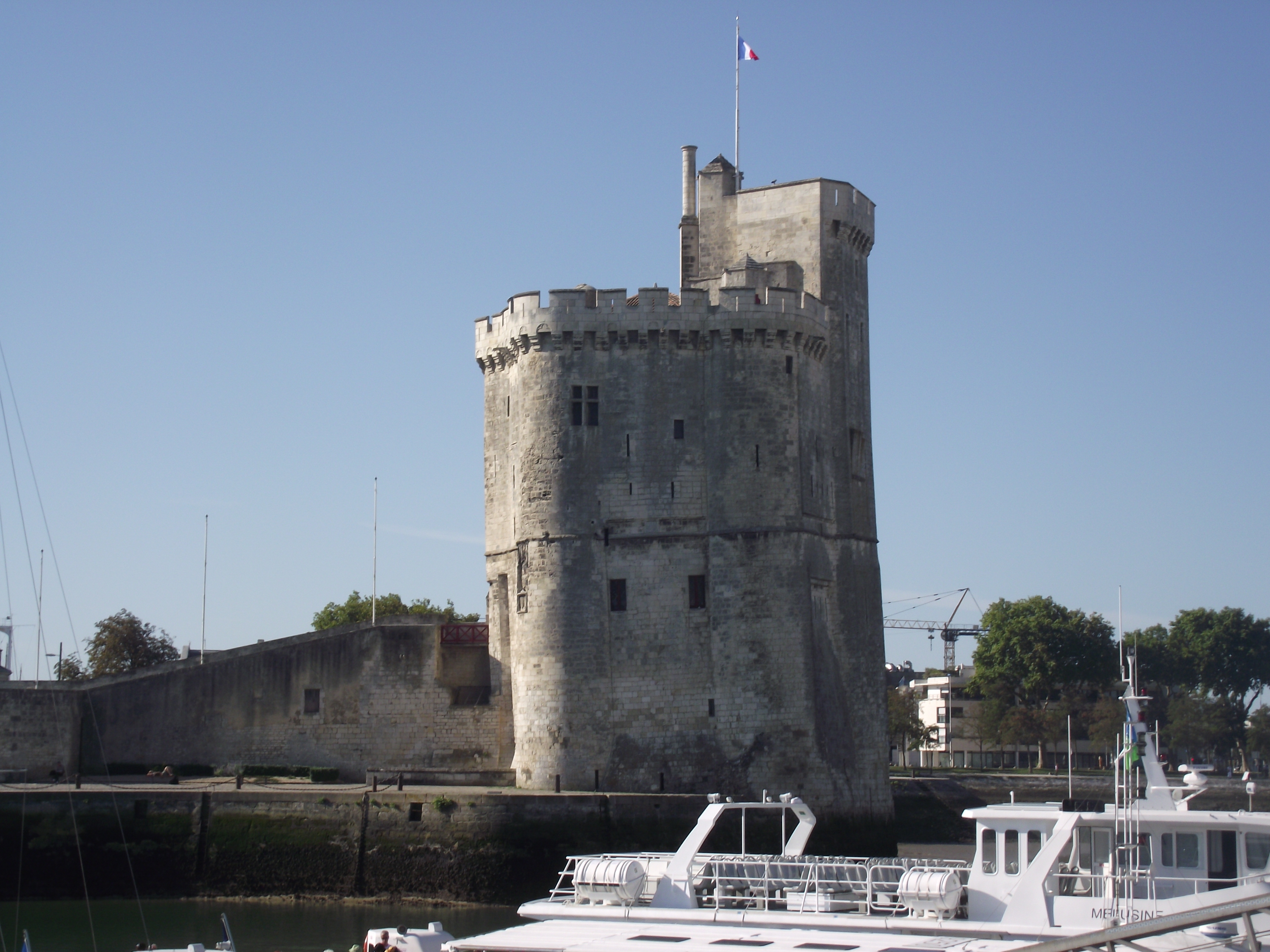
Vue côté terre.
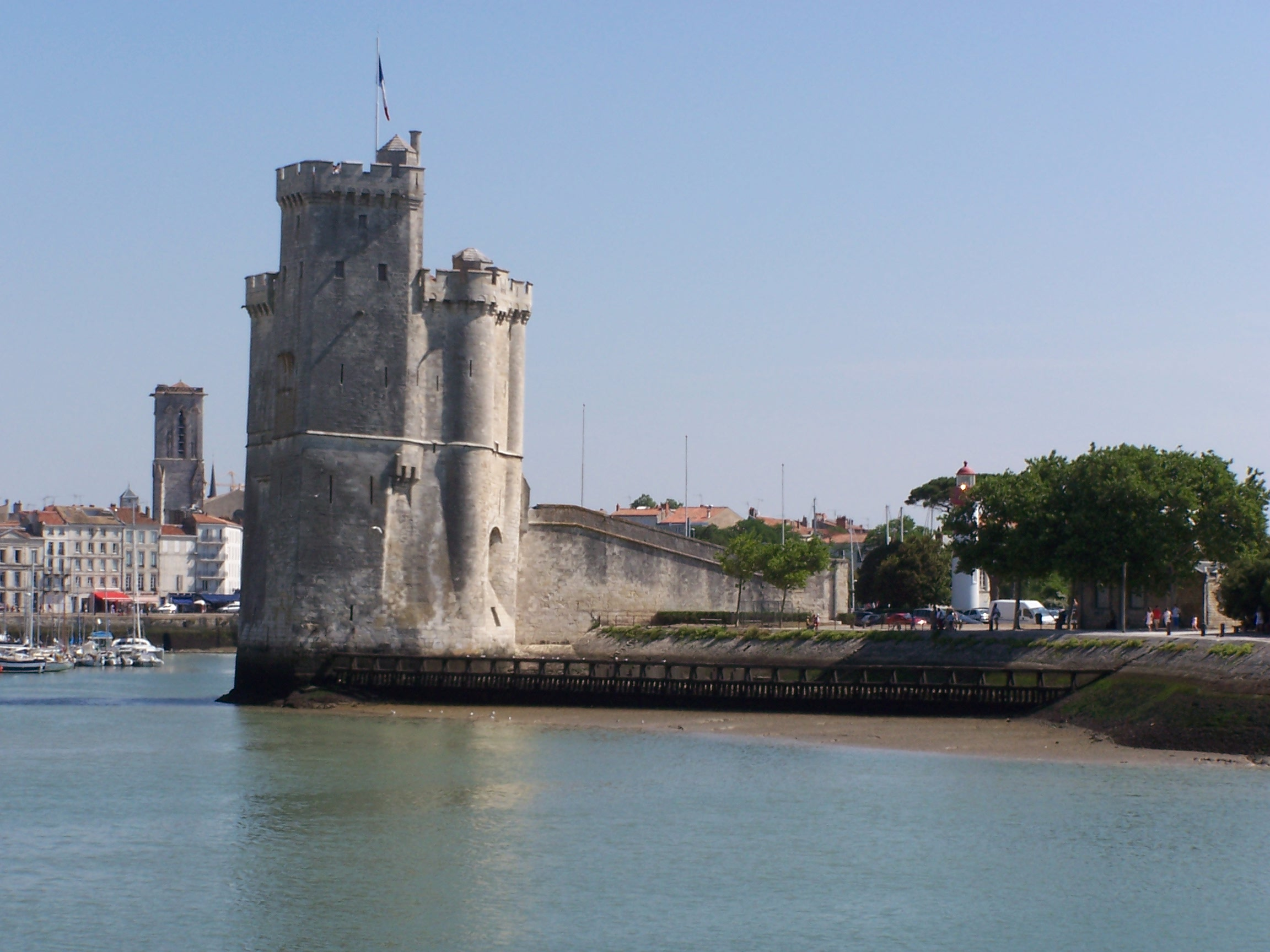
Vue côté mer.
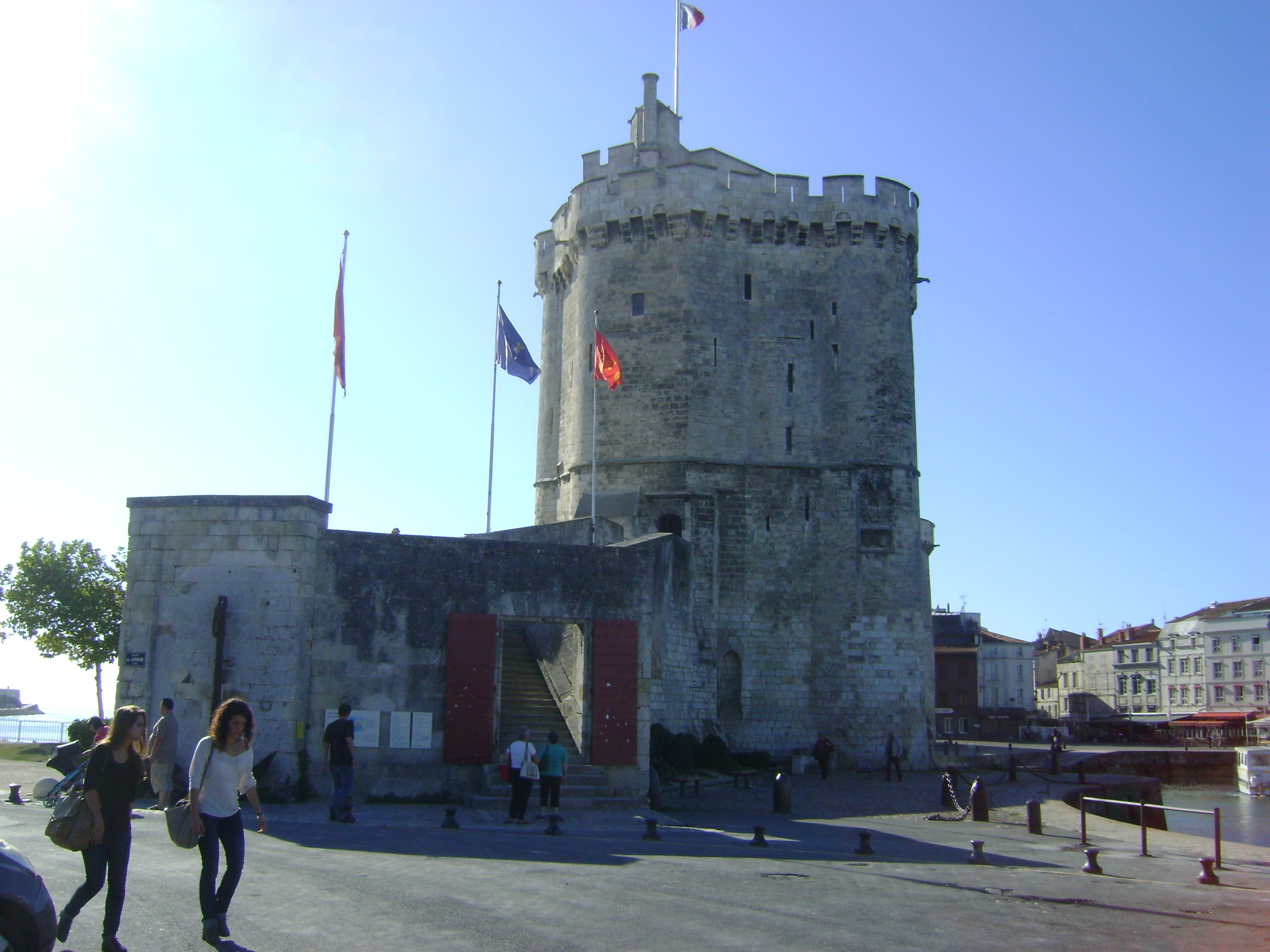
Accès à la tour.
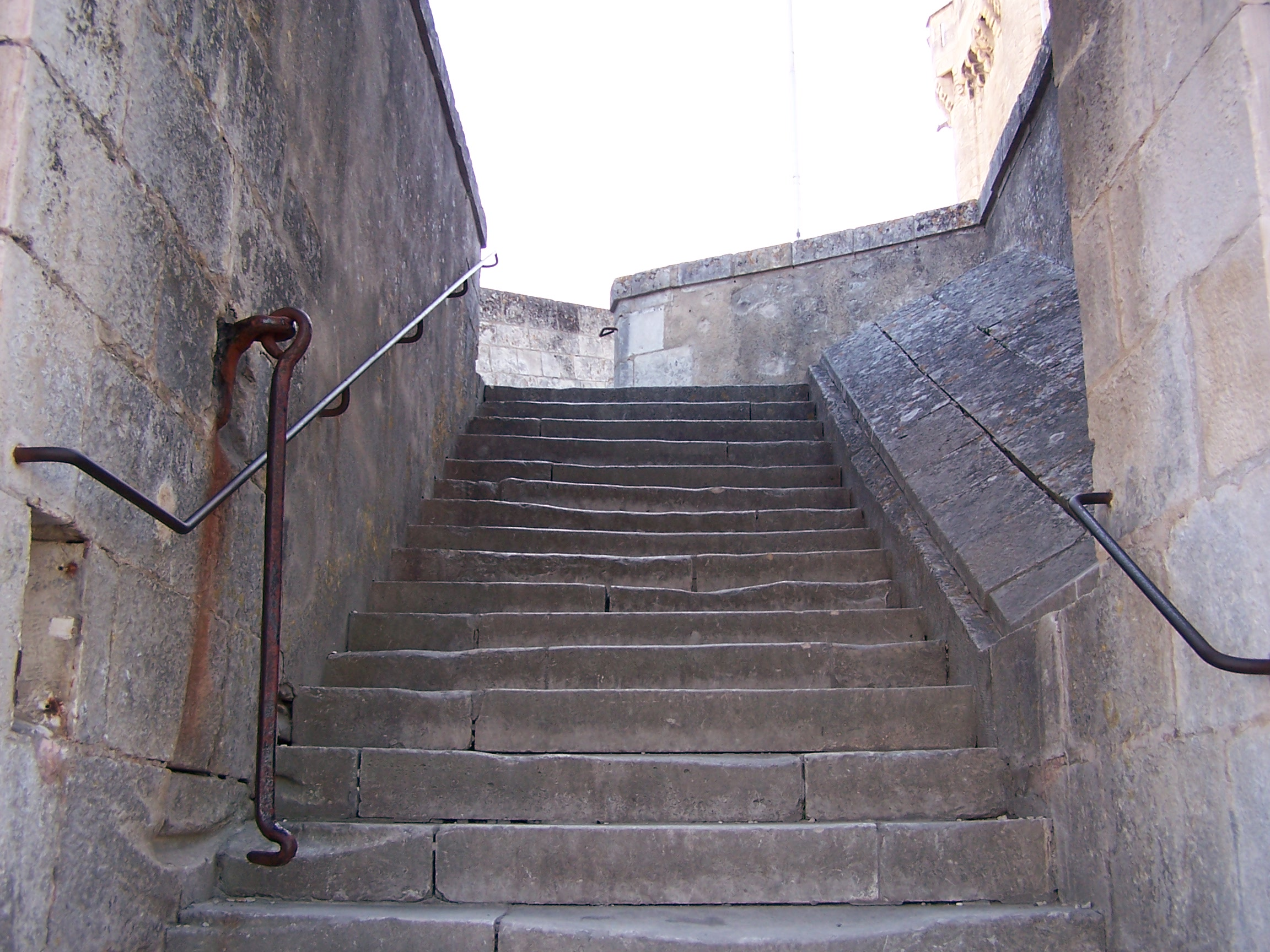
Porte de la rampe d’accès.
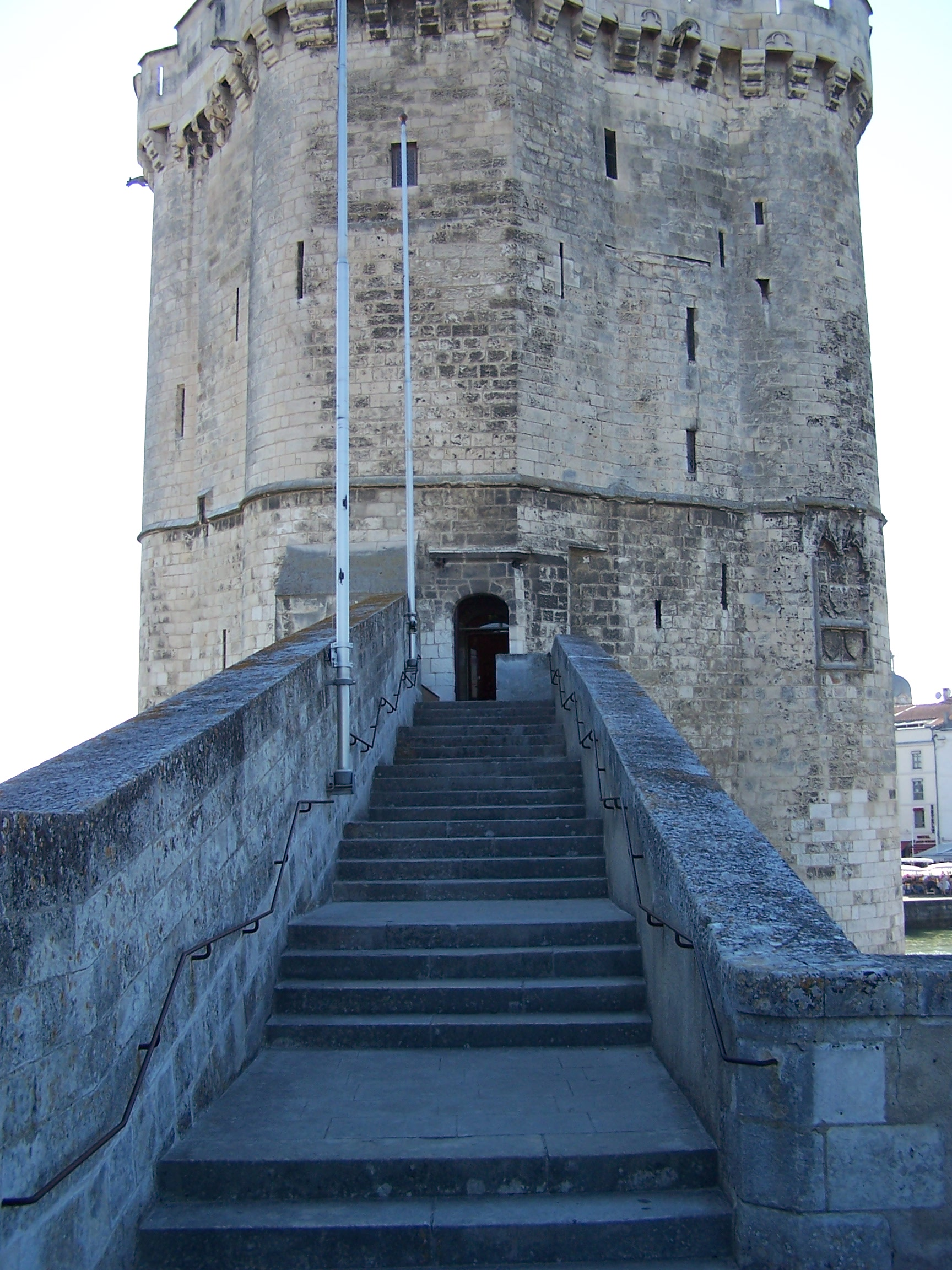
Rampe d’accès.

### Les escaliers

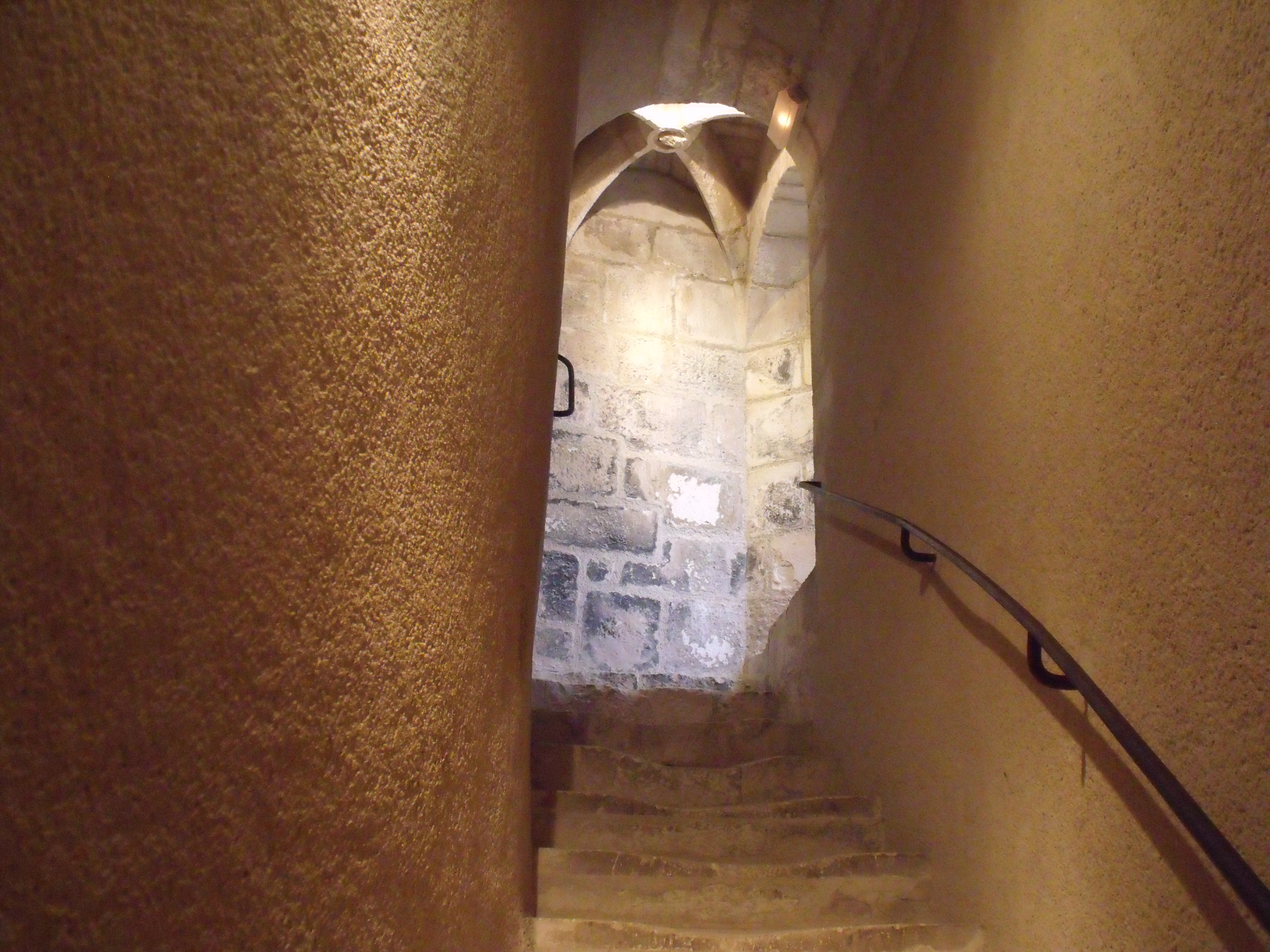
Escalier défensif. Il permet de passer du niveau 3 à l'escalier à vis menant au chemin de ronde.

La circulation à l'intérieur de l'édifice se fait par deux escaliers indépendants mais reliant l'ensemble des niveaux. Ils sont situés l'un dans le mur nord et l'autre dans le mur sud. Ainsi, si l'un était condamné par l'assaillant, l'autre pouvait encore être utilisé. De plus la tour dispose d'un escalier à vis reliant directement le premier et le second étage. Il était facile de circuler dans la tour sans devoir traverser l'espace central, dont les quartiers dédiés au commandant.

### Rez-de-chaussée
À l’origine, l’entrée de la tour était située au rez-de-chaussée Elle était constituée d’un passage étroit défendu par un assommoir et pouvant être fermée par une herse et deux portes, dont une basculante.
En 1569, l’entrée a été déplacée à l’étage supérieur, et munie d’un pont-levis à chaîne et contrepoids qui franchissait une courtine formant coupure et au fond de laquelle s’ouvre l’ancienne entrée.
Finalement, une rampe d’accès prenant appui sur la courtine et permettant d’accéder directement au premier étage a été construite en 1695.

#### Salle du veilleur
Cette salle de petites dimensions au plafond orné de voûtes d’ogives aux culots sculptés servait à surveiller l’entrée du port.

#### Salle de l’armateur
La salle de l’armateur est une grande salle octogonale présentant une voûte sur croisée d’ogives aux culots sculptés. Elle faisait office de point d’attache à la chaîne qui servait à fermer l’entrée du port, et qui était actionnée depuis la tour de la Chaîne, sur l’autre rive.

### Premier étage

#### Salle d’accueil

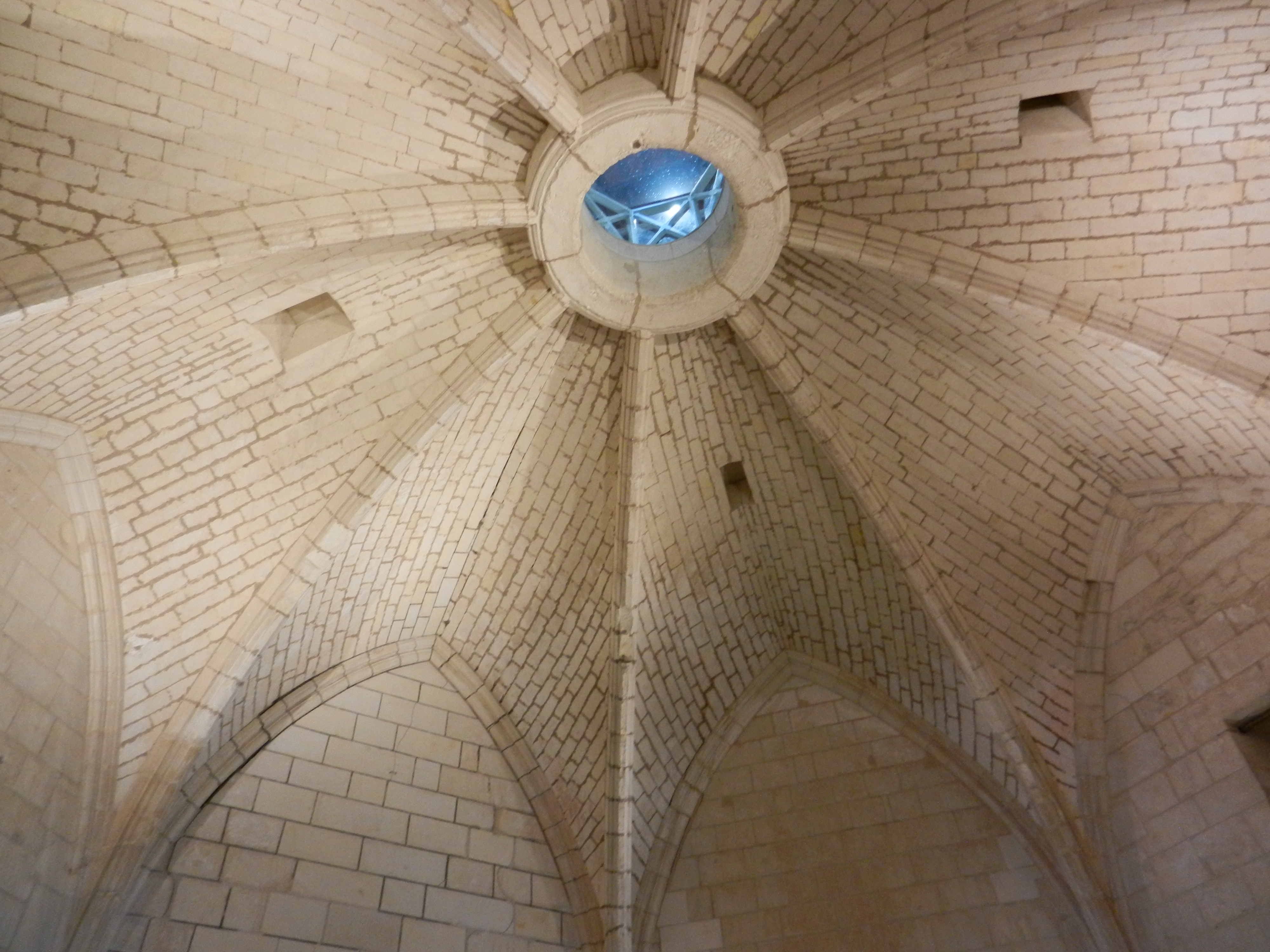
Vue de la voûte sur croisée d'ogives.

La salle d’accueil, située au premier étage, est accessible depuis la rampe d'accès et donne sur la salle de la vigie basse. Elle est également reliée à la chapelle, au deuxième étage par un escalier.
C'est une grande salle de forme octogonale qui présente une voûte sur croisée d’ogives. La pièce est traversée par deux oculi. Le premier est au centre de la voûte, à la croisée des ogives, et donne sur la salle du capitaine, tandis que le second est au sol, au centre de la pièce, et donne sur la salle de l’armateur, au rez-de-chaussée.
Cette pièce servait de salle de réception.

#### Salle de la vigie basse

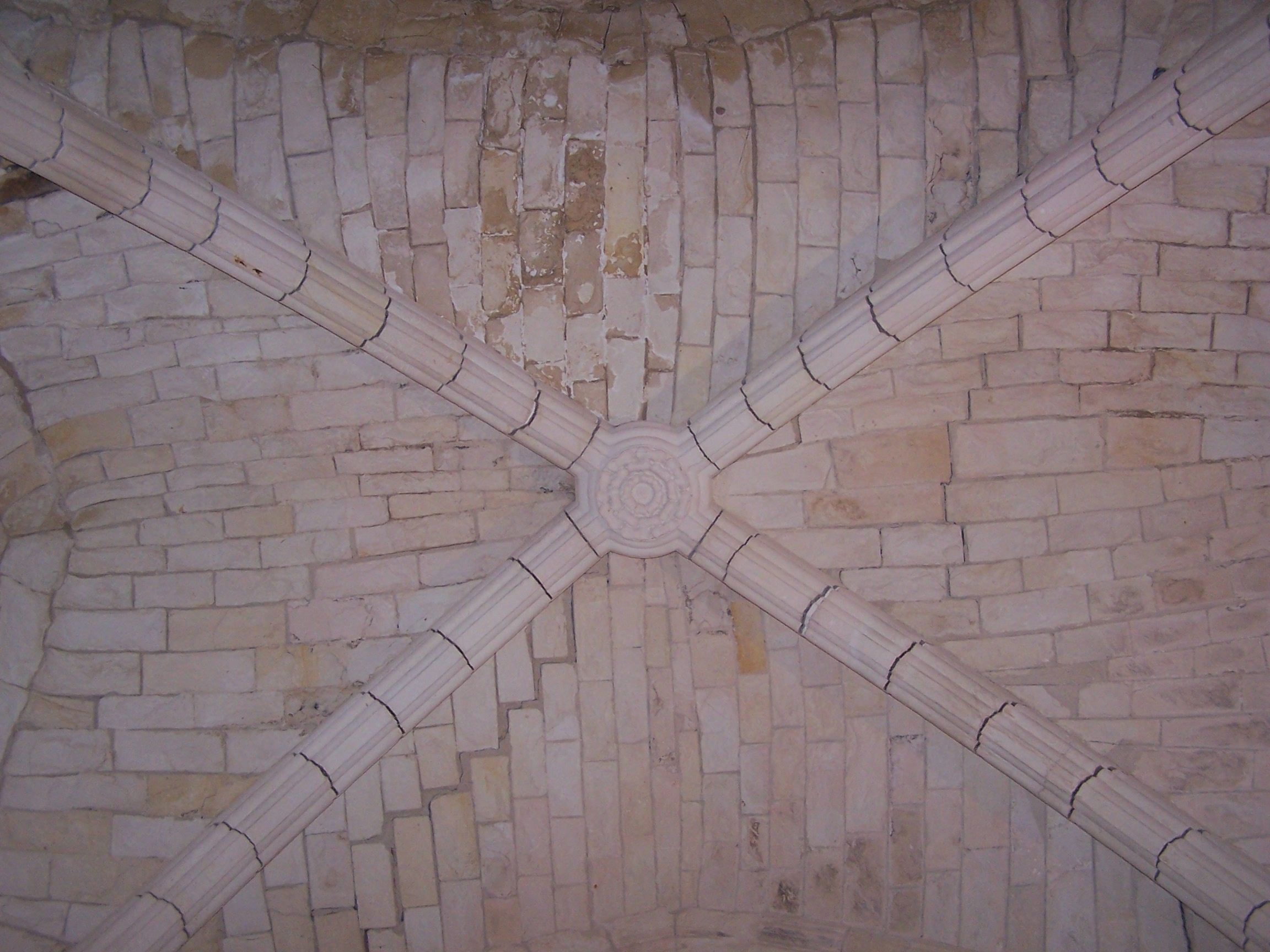
La voûte de la salle.

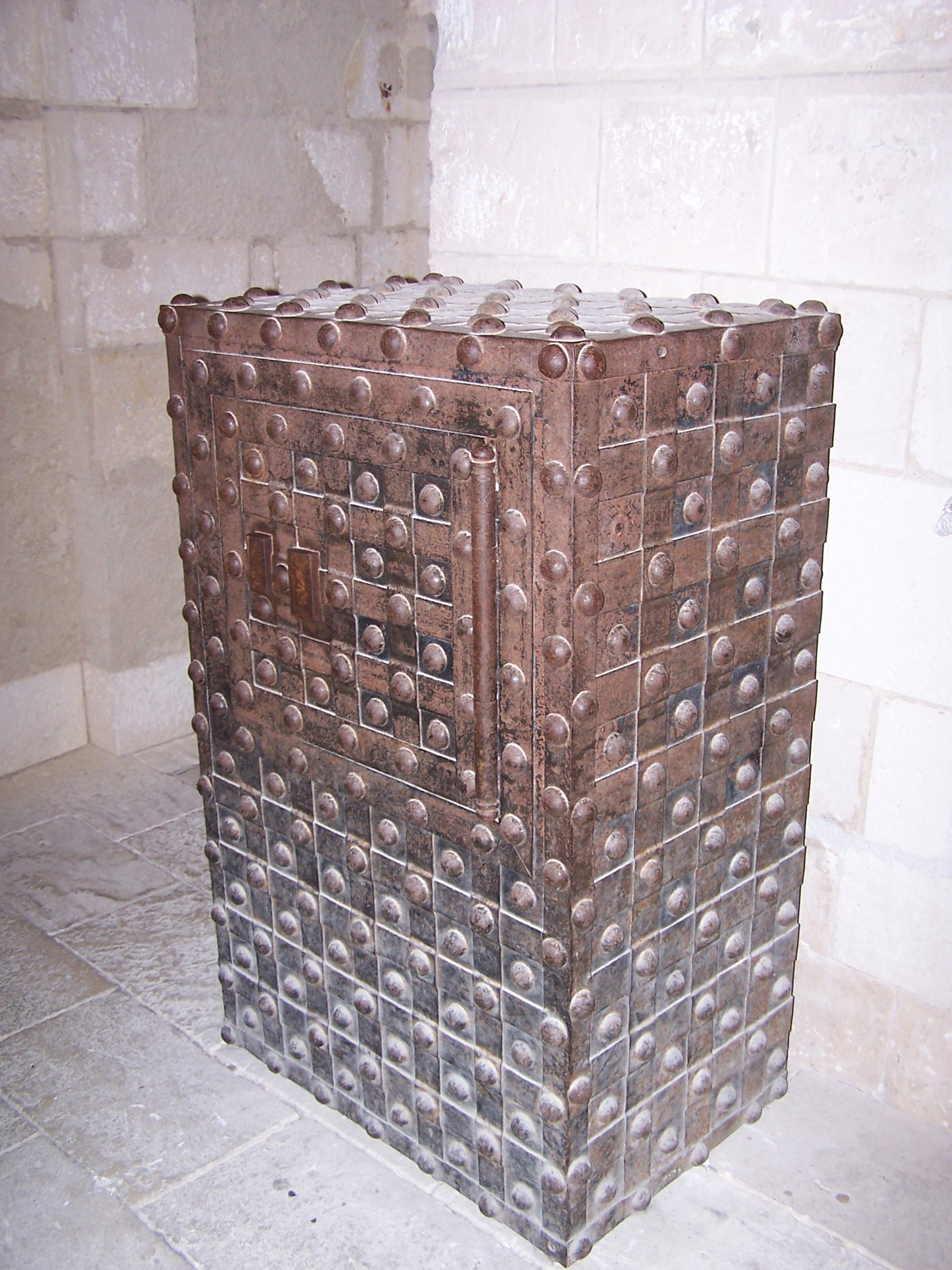
Le coffre du capitaine.

Située au premier étage de la tour, la salle de la vigie basse est accessible depuis la salle d’accueil et donne accès à un escalier vers la salle du troubadour, au deuxième étage.
La pièce est dotée d’une voûte sur croisée d’ogives dont la clef possède un décor végétal, tandis que les culots sont décorés de représentations d’un armateur et de saint Nicolas.
Elle disposait autrefois d'une plate-forme extérieure en bois permettant de surveiller le trafic des navires. Les ouvertures permettant aux gardes d'accéder à la salle ont par la suite été transformées en meurtrières.
La salle abrite un important coffre datant du XVIIe siècle et qui était la propriété de l'un des capitaines de la tour.

### Deuxième étage

#### Salle du troubadour
La salle du troubadour, au deuxième étage, est reliée par un escalier à la salle de la vigie basse, au premier inférieur. Elle donne accès aux latrines, ainsi qu'à la salle du capitaine par un couloir de défense.
De base trapézoïdale, elle présente une voûte à croisée d’ogives à clef de voûte désaxée. Elle doit son nom à la sculpture d’un musicien qui décore l’angle au-dessus de la cheminée.
Bien que son usage reste incertain, le fait qu’elle dispose d’un accès aux latrines laisse penser qu’elle a probablement été utilisée comme lieu de bain ou de détente.

#### Salle du capitaine
La salle du capitaine est située au deuxième étage et est reliée par un couloir de défense à la salle du troubadour. Elle permet d'accéder à la salle des coussièges. Elle est également reliée par un escalier au chemin de ronde, au troisième étage.
C'est une grande salle de forme octogonale et percée au sol, en son centre, d’un oculus donnant sur la salle d’accueil, à l’étage inférieur.
Elle était autrefois le lieu de résidence du capitaine et de sa famille.

#### Salle des coussièges

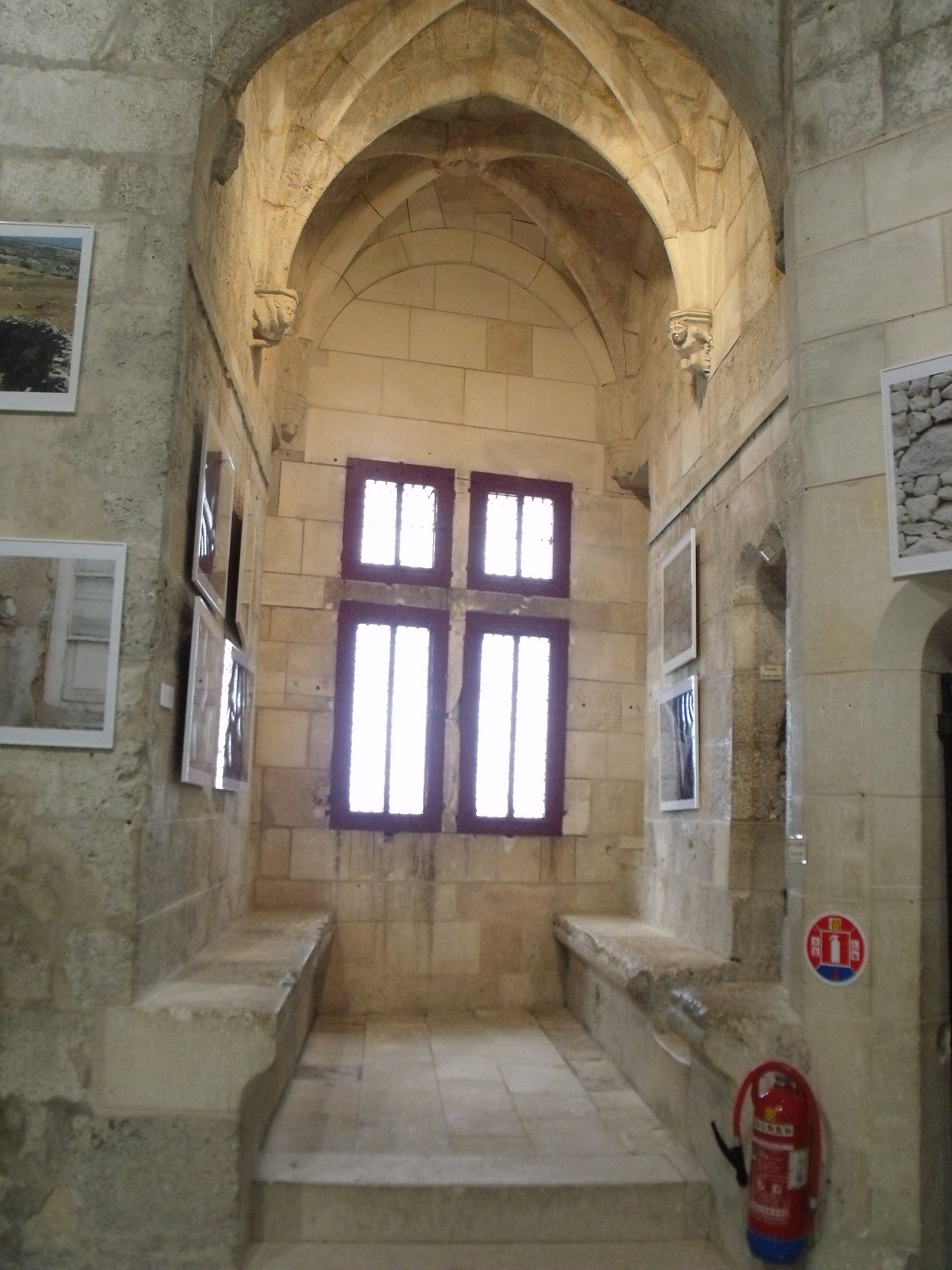
Salle des coussièges.

La salle des coussièges est un renfoncement ouvert sur la salle du capitaine qui donne également accès à l’étude du capitaine.
Elle présente une voûte à double croisée d’ogives dont chaque culot est décoré d’un personnage sculpté, et est équipée de coussièges dans l’embrasure d'une grande fenêtre à meneaux donnant sur le Vieux-Port.

#### Étude du capitaine
L’étude du capitaine est accessible depuis la salle des coussièges.
C’est une petite salle voûtée dont la clef de voûte représente un visage féminin avec sa coiffe.
Elle faisait probablement office de bureau du capitaine.

#### Chapelle

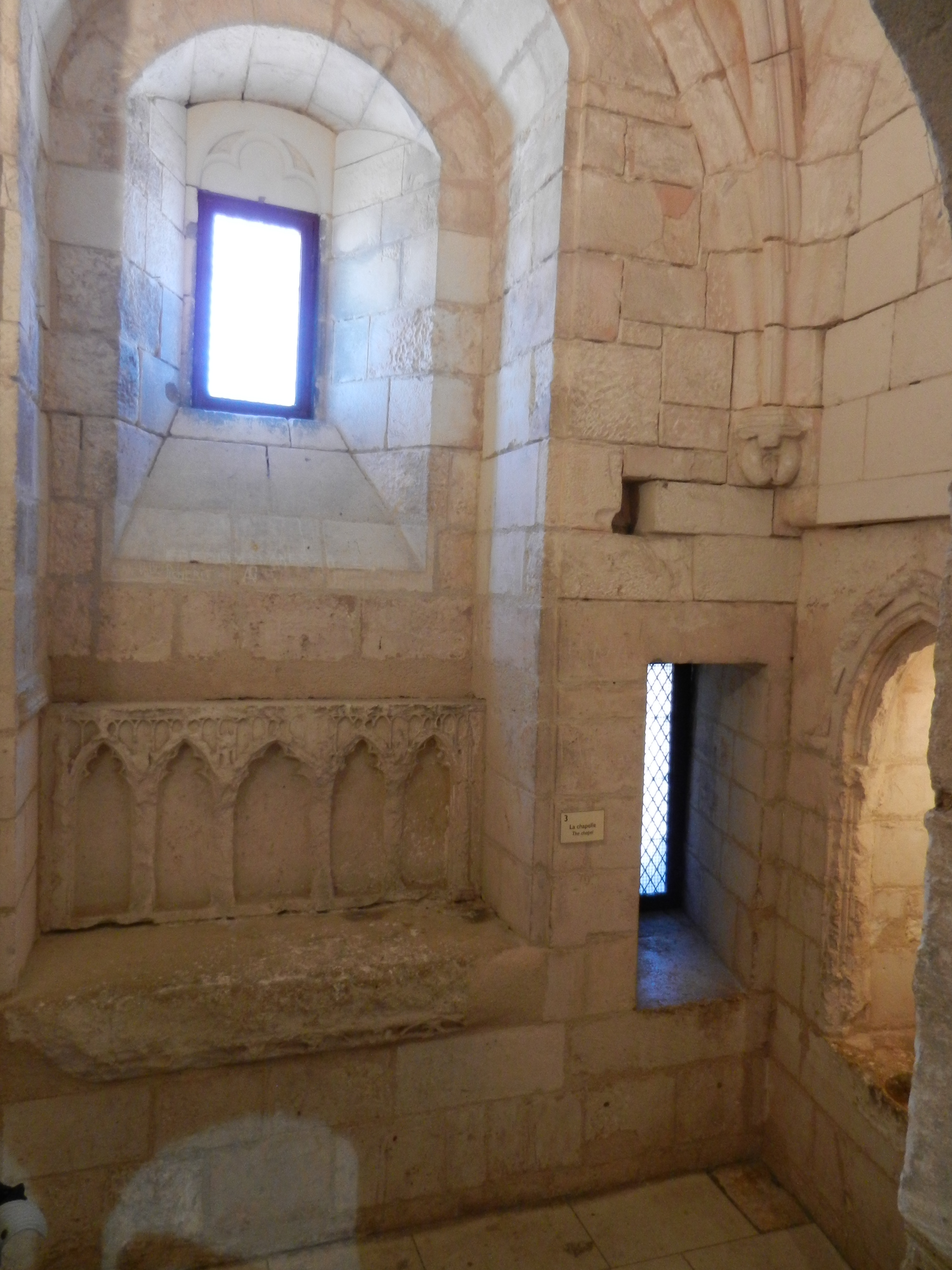
La chapelle.

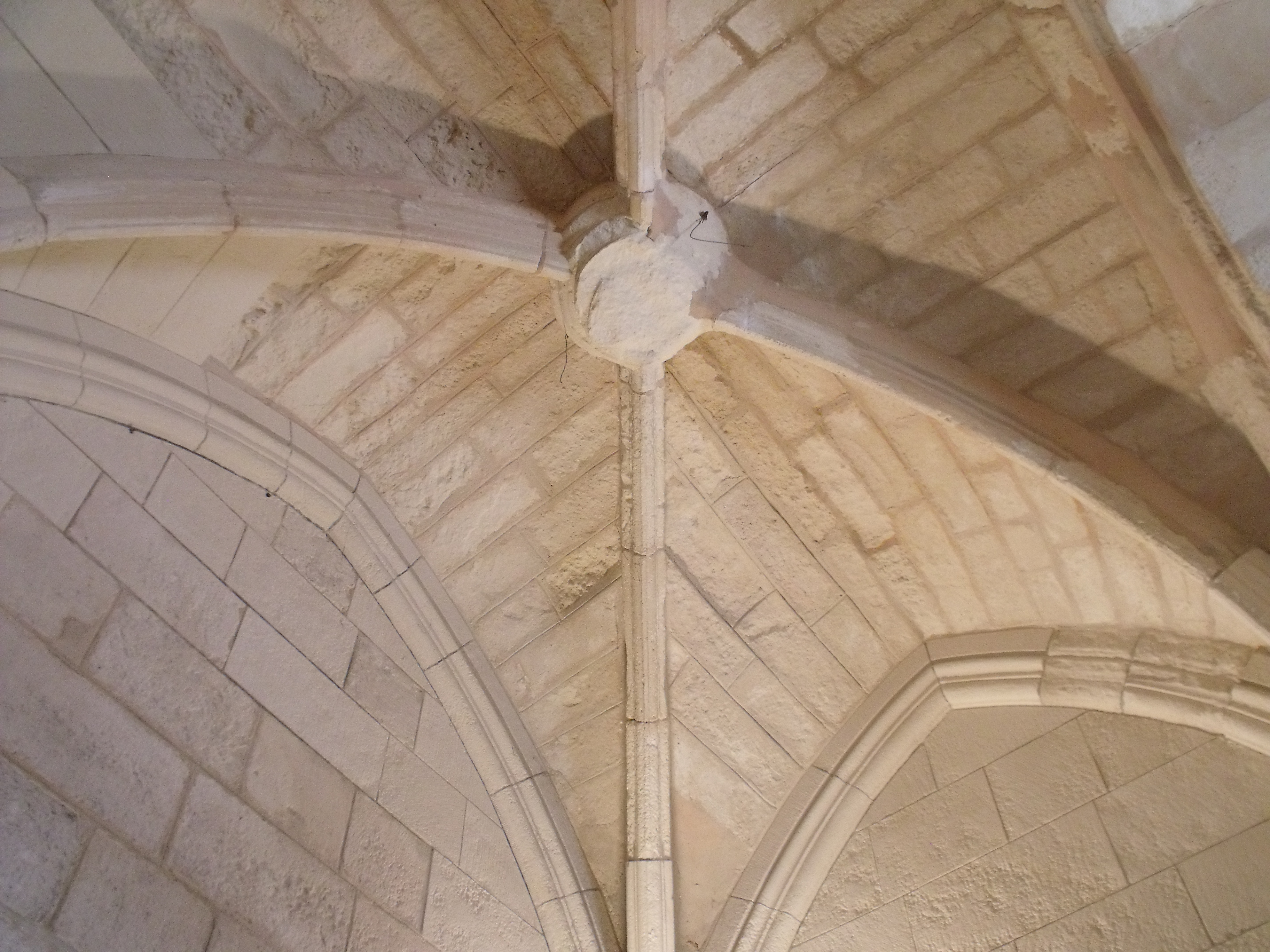
Voûte d'ogives de la chapelle.

La tour dispose d’une chapelle, située au deuxième étage, à la verticale de l’entrée de la tour, jouant probablement un rôle de protection symbolique. Elle est directement reliée à la salle d’accueil, au premier étage par un escalier, ainsi qu'au chemin de ronde, par un autre escalier.
La salle possède une voûte sur croisée d’ogives qui repose sur d’anciennes sculptures qui peuvent encore se deviner. Elle est équipée d’un autel et d’un retable gothiques, ainsi que d’une piscine liturgique, petite cuve avec écoulement en puits perdu, servant à déverser les eaux de purification ayant servi au célébrant. Les participants prenaient place dans la grande pièce voisine et assistaient à la célébration à travers un hagioscope.

### Troisième étage

#### Chemin de ronde

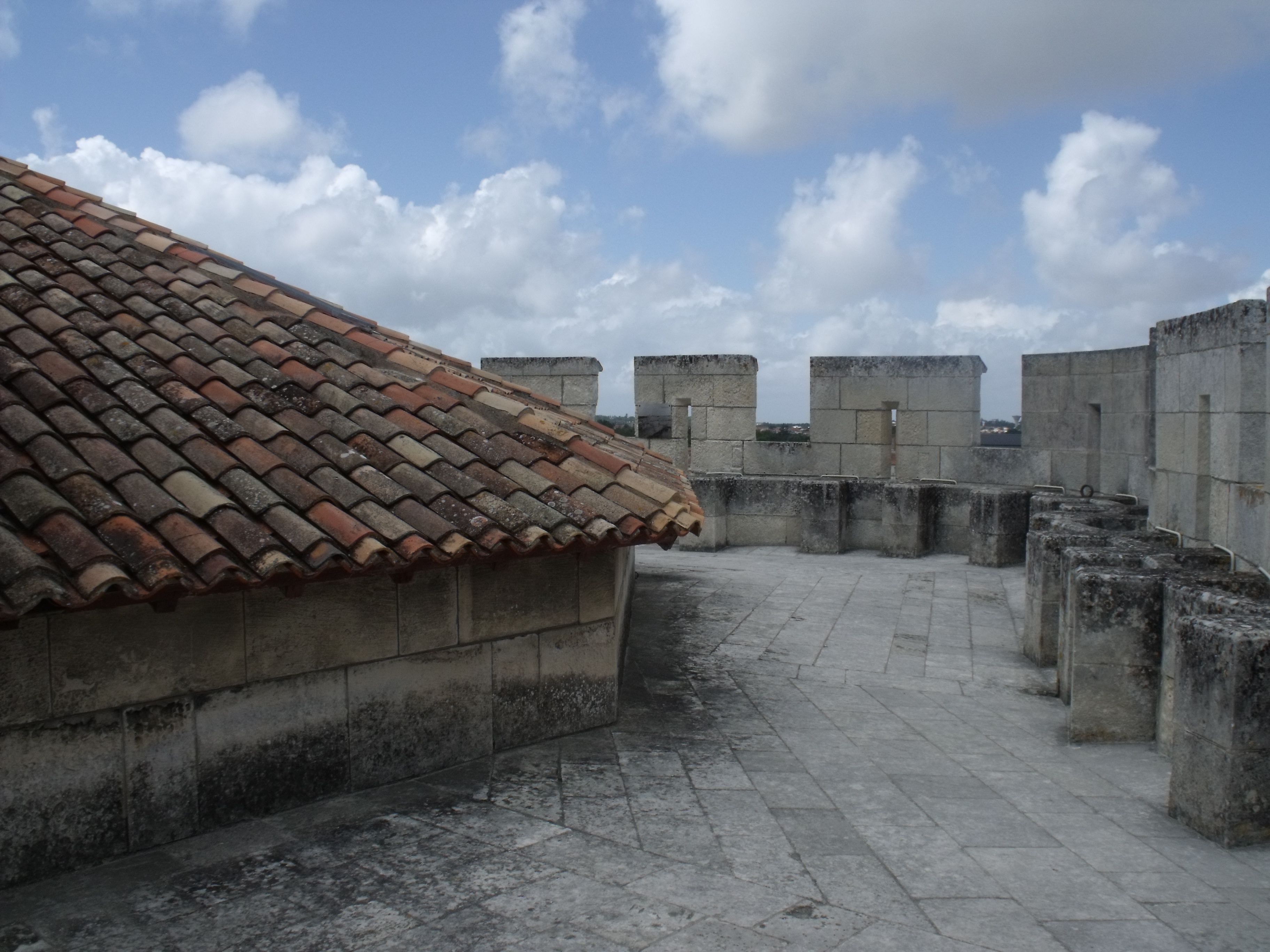
Chemin de ronde de la tour Saint-Nicolas.

Le chemin de ronde est situé au troisième étage, et donne accès au couloir de surveillance ainsi qu’à la petite salle des gardes. Il est relié au deuxième étage par un escalier vers la salle du capitaine à une extrémité, et à l’autre extrémité par un escalier vers la chapelle.
Le chemin de ronde présente un parapet ceinturé par des créneaux et des mâchicoulis, qui permettait aux soldats de défendre la tour tout en étant protégés des tirs adverses par les merlons. Arasé en 1651 pendant la Fronde pour laisser la place à des canons, le parapet n’a été restauré qu’au XIXe siècle.
À l’origine, une quatrième pièce prenait place au centre du chemin de ronde, et était recouverte d’un toit en poivrière, mais elle a été bombardée et détruite pendant la Fronde.

#### Petite salle des gardes

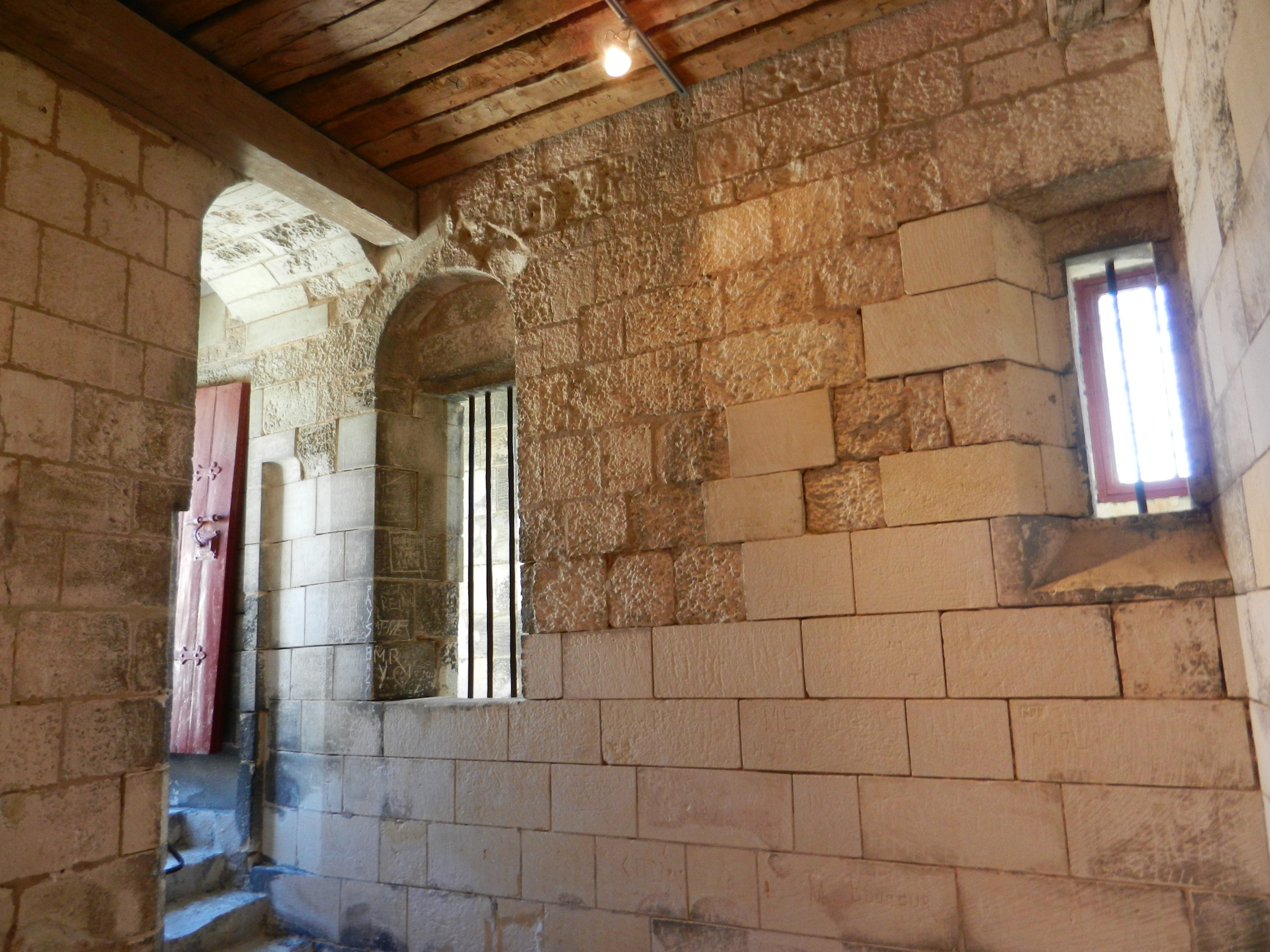
Petite salle des gardes.

La petite salle des gardes servait d’abri et de lieu de repos entre deux rondes.

### Éléments d’architecture

#### L’arche
La naissance d’un arceau est encore apparent sur le flanc Ouest de la tour Saint-Nicolas. L’architecte Juste Lisch, qui a procédé à la restauration des tours, a estimé qu’il s’agissait d’une amorce d’un immense arc surmonté d’une galerie crénelée qui devait relier la tour Saint-Nicolas à la tour de la Chaîne, et sous lequel passaient les bateaux entrant au port, permettant ainsi de former une ronde ininterrompue avec la crête de toute la fortification.
| |  |
| Illustrations réalisées par Juste Lisch en 1864 et qui représentent, selon lui, les tours du Vieux-Port de La Rochelle avant qu’elles n’aient été endommagées, en les comparant à ce qu’elles étaient alors à son époque. |  |

Au-dessus de la naissance de cet arc se trouvent trois pierres en encorbellement, qui devaient servir de point d’appui au cintre sur lequel devait reposer la construction. Juste Lisch émit l’hypothèse que l’arceau se soit effondré lorsque la tour s’est infléchie vers l’Est, ne trouvant plus le point d’appui qui le contre-boutait.
Eugène Viollet-le-Duc a d’ailleurs évoqué la chose dans son Dictionnaire raisonné de l’architecture française du XIe au XVIe siècle :
« À l’entrée du port de la Rochelle, il existe aussi une belle tour, dont les soubassements sont fort anciens et dont le couronnement date du XIVe siècle, qui défendait le chenal. Elle se reliait à un ouvrage élevé de l’autre côté du goulet fermé par une sorte de herse ».
En 1904, Émile Couneau, dans La Rochelle disparue, a réalisé une aquarelle représentant l’arche telle qu'il imaginait qu'elle avait été.
Peu de documents font référence à cette fameuse arche, et rien ne prouve qu’elle ait été réalisée.

#### Les gargouilles

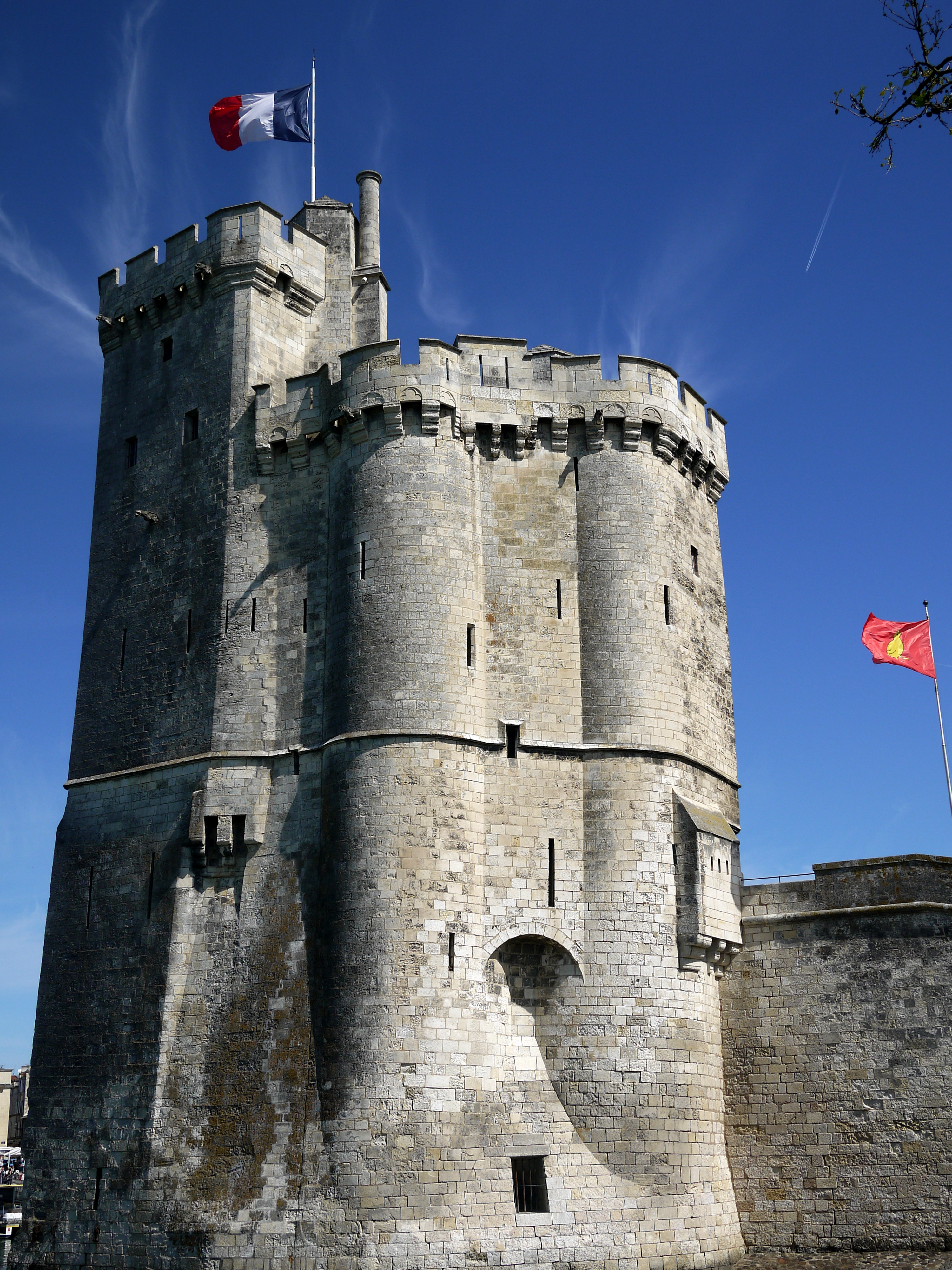
Vue de la tour depuis la rive.
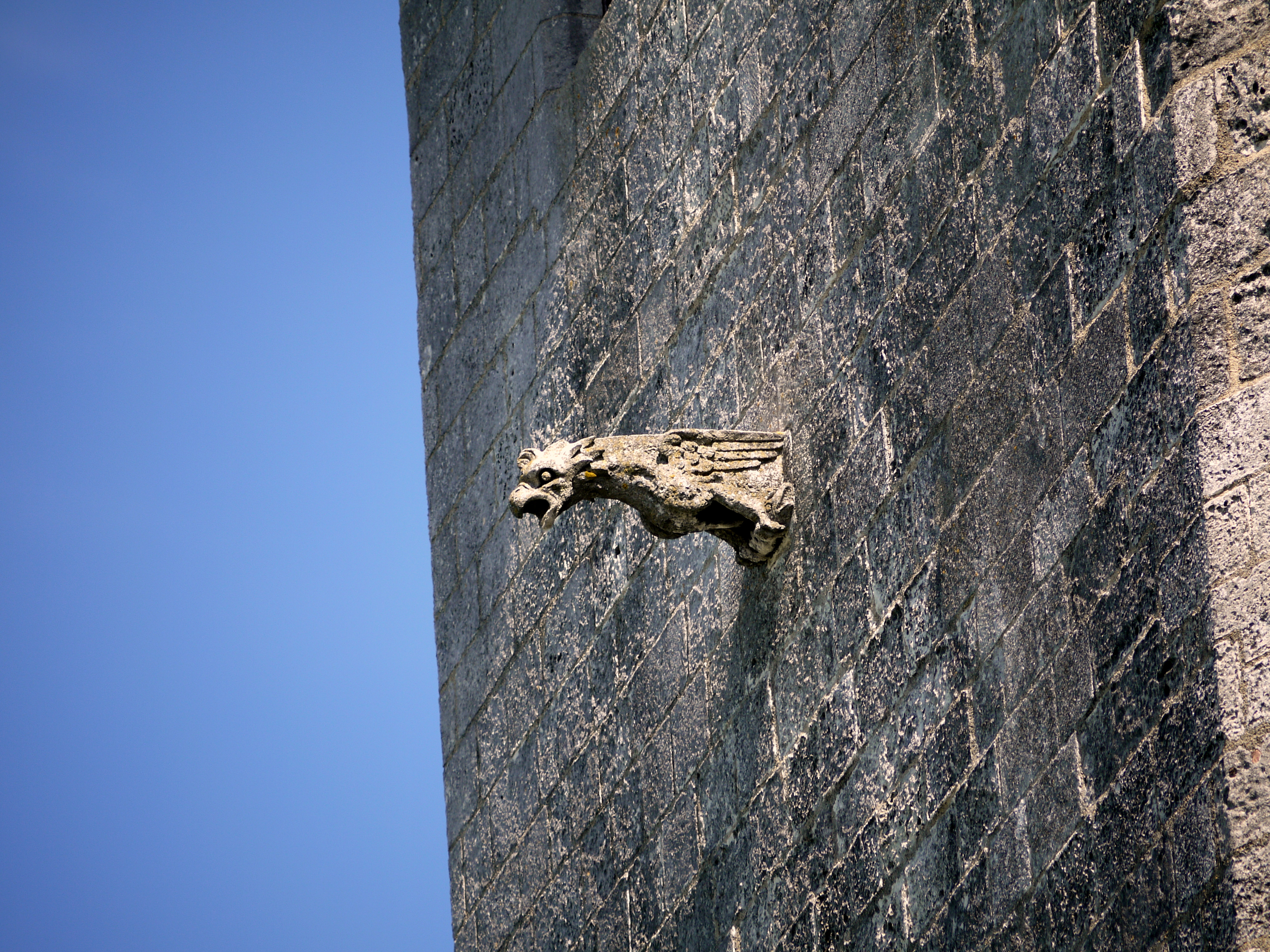
Une des gargouilles de la tour.
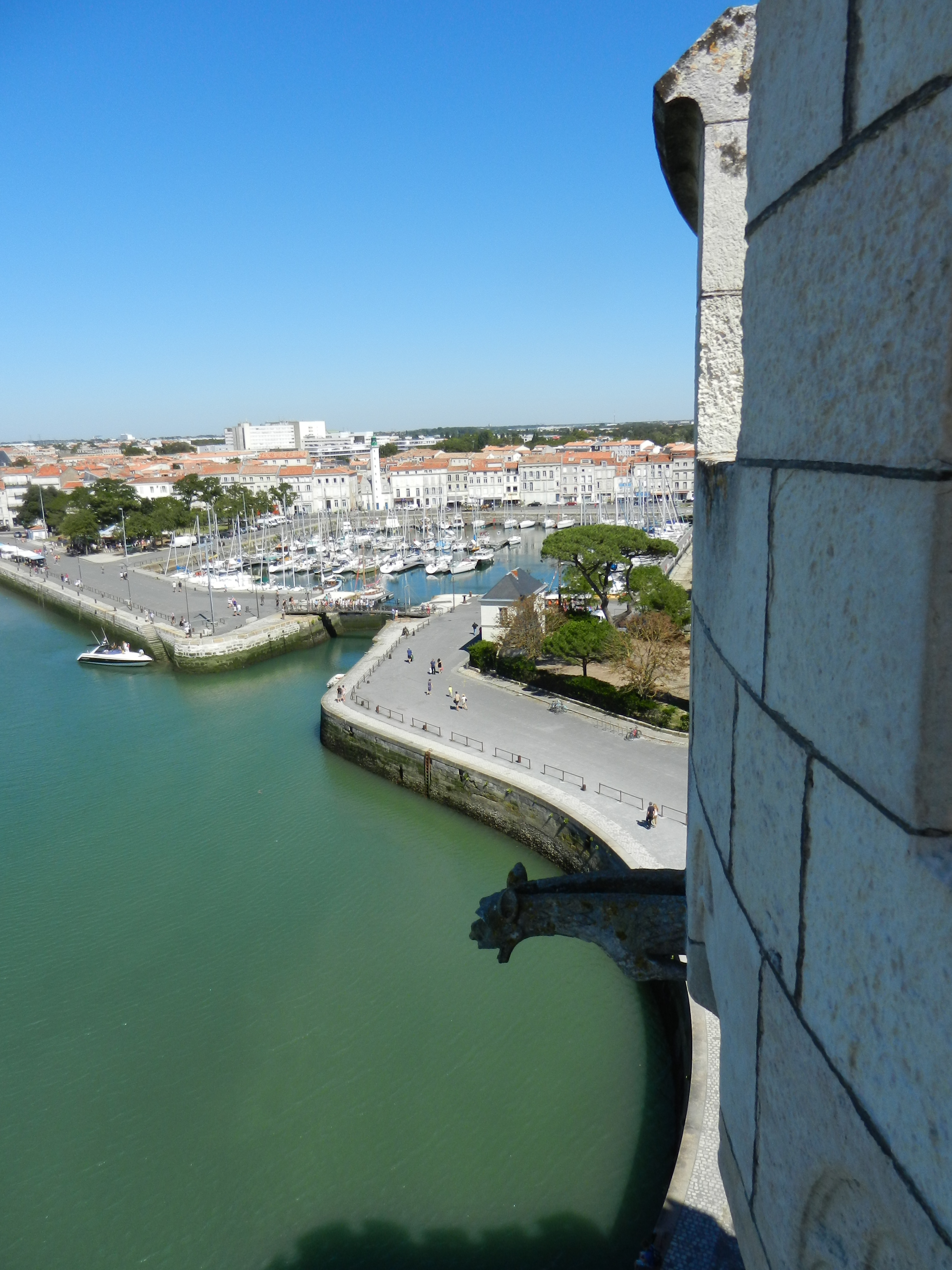
Une des gargouilles de la tour, côté port.

Voir aussi l’article sur les gargouilles

#### Les oculi
Les deux oculi qui percent les étages de la tour en leur centre servaient de monte-charge entre les étages, de porte-voix pour se parler d’un étage à l’autre ou d’assommoir pour lancer des pierres sur les assaillants qui aurait pénétré dans la tour.
En raison de l’inclinaison de la tour, le sol de la salle du capitaine a été réajusté à l’horizontale en 1372, ce qui a fait que les oculi ne sont plus exactement alignés.

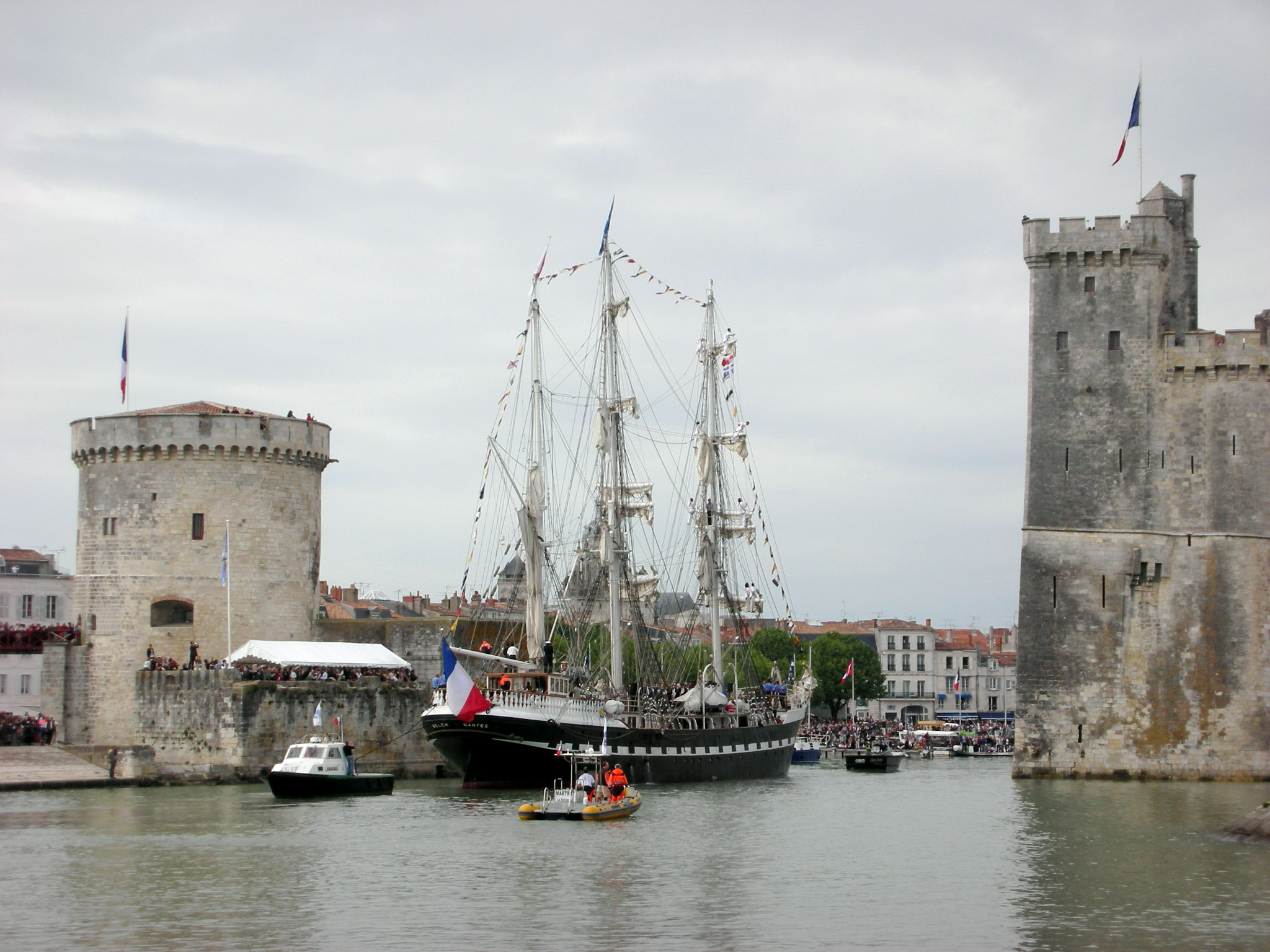
Entrée du trois-mâts barque, Belem dans le vieux-port de La Rochelle, mai 2008.
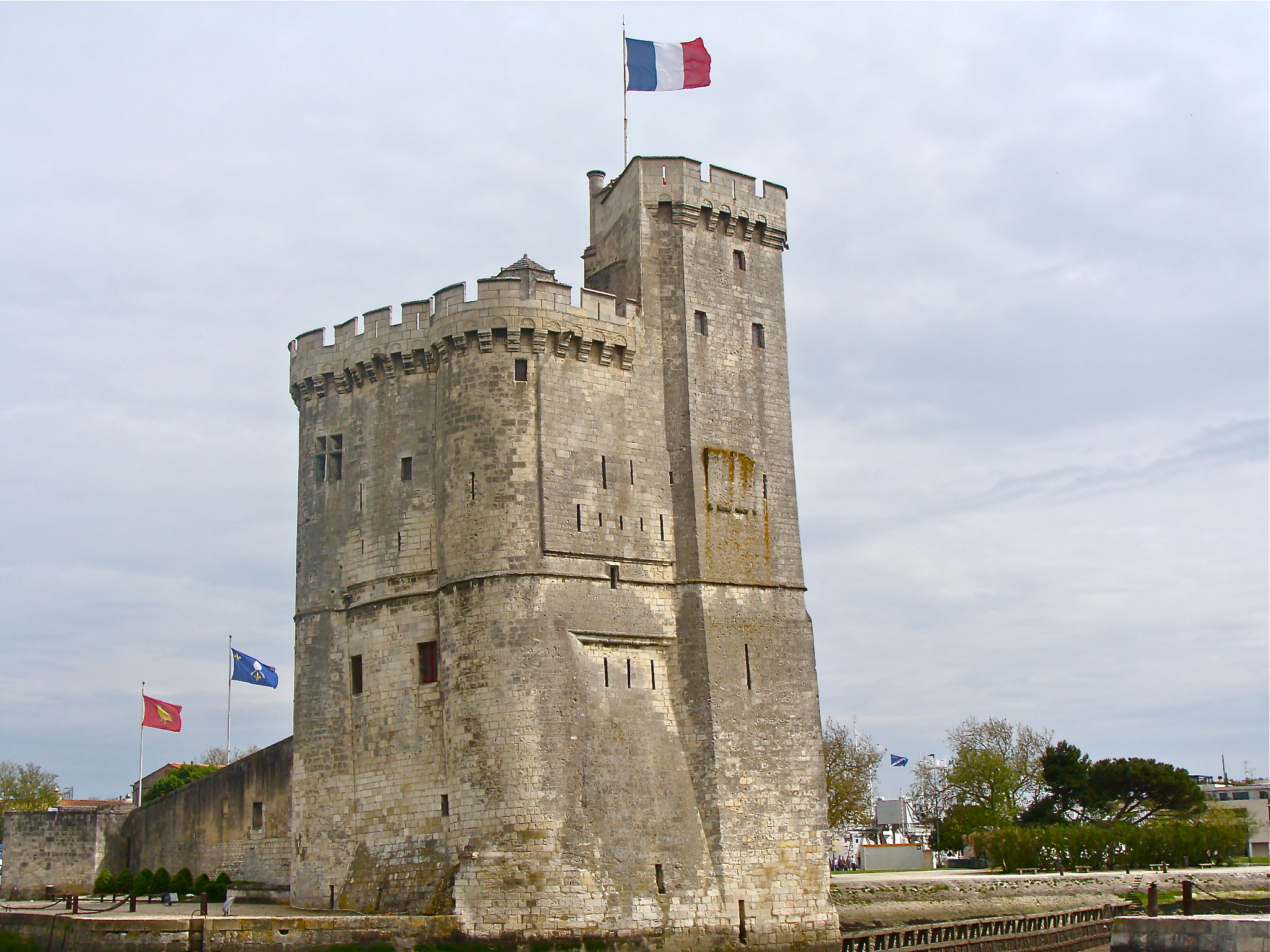
Tour Saint-Nicolas, vue depuis le cours des Dames, mai 2008.
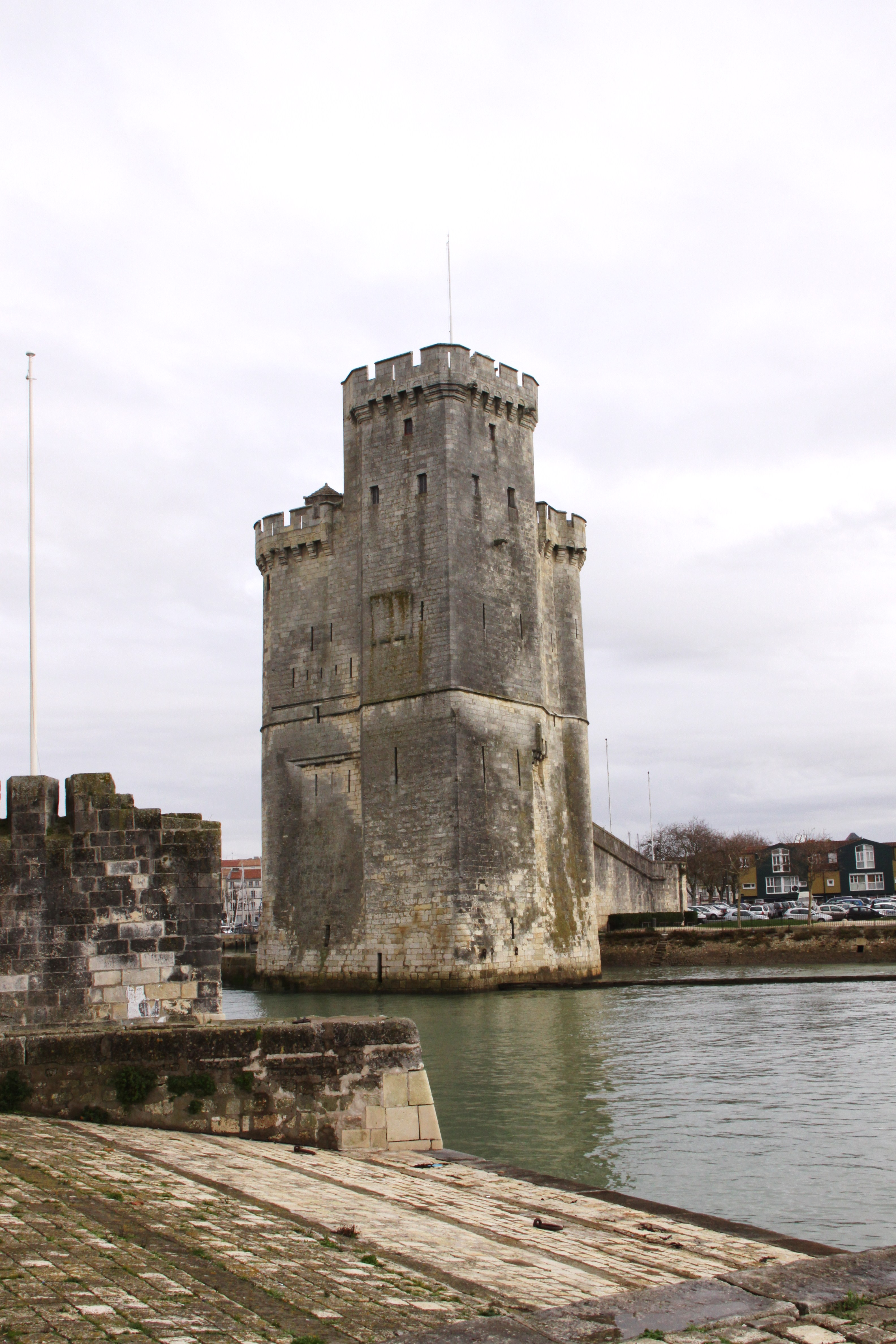
La tour Saint-Nicolas, vue depuis la cale de mise à l'eau, située devant la tour de la Chaîne, décembre 2009.
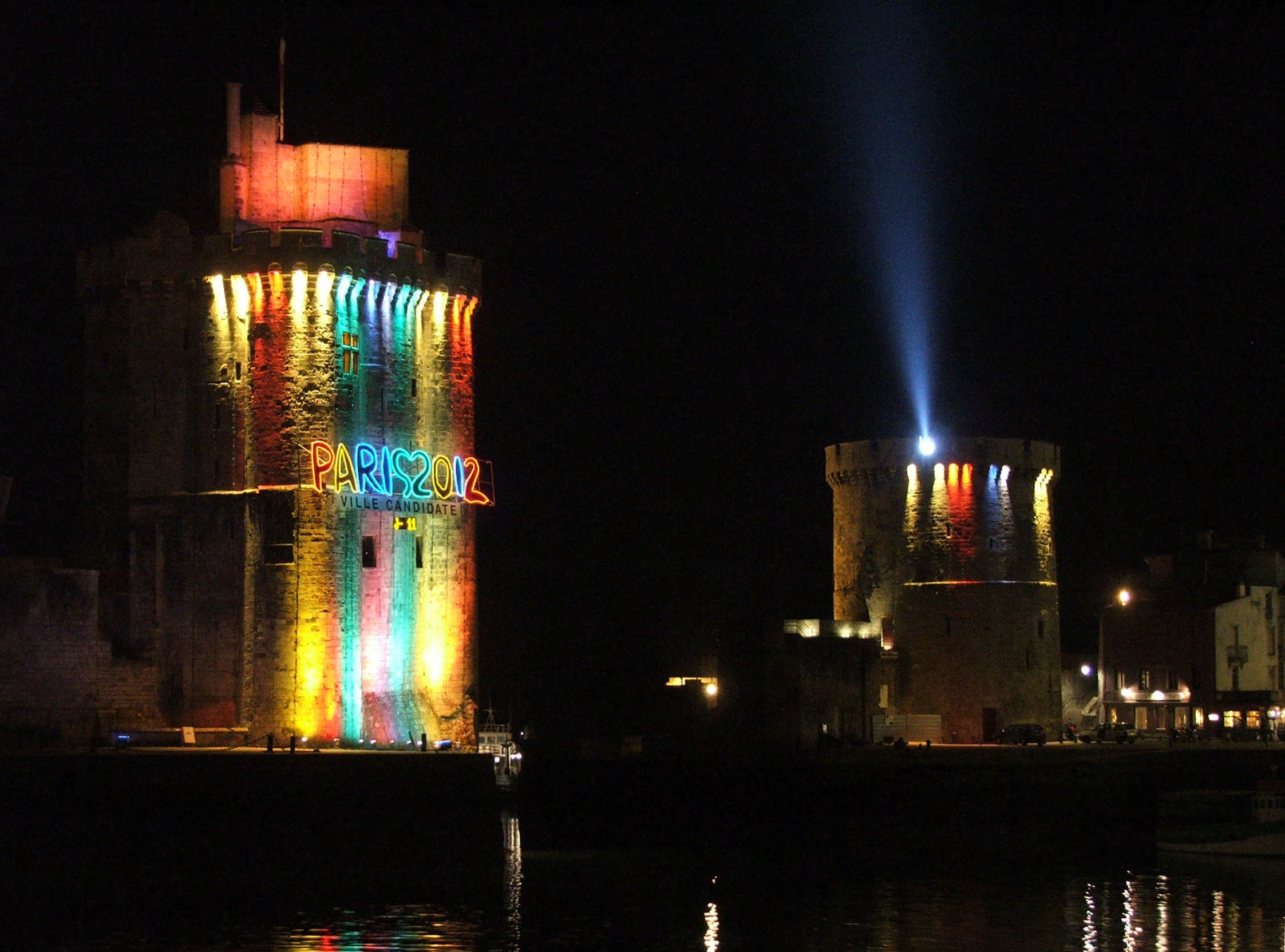
Les tours de La Rochelle à la suite de la candidature de Paris aux Jeux Olympiques de 2012, juin 2005.
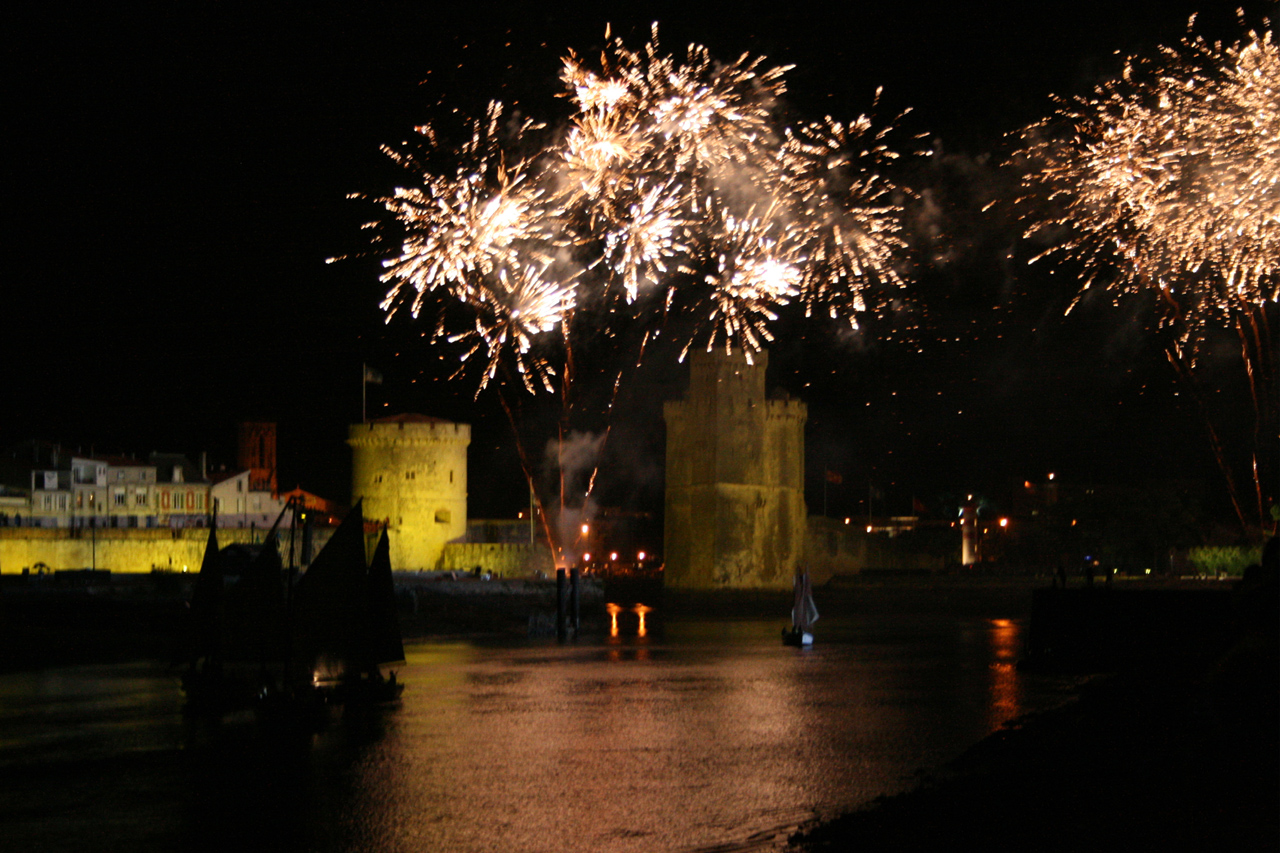
Voile de nuit 2008 à la Rochelle, octobre 2008.
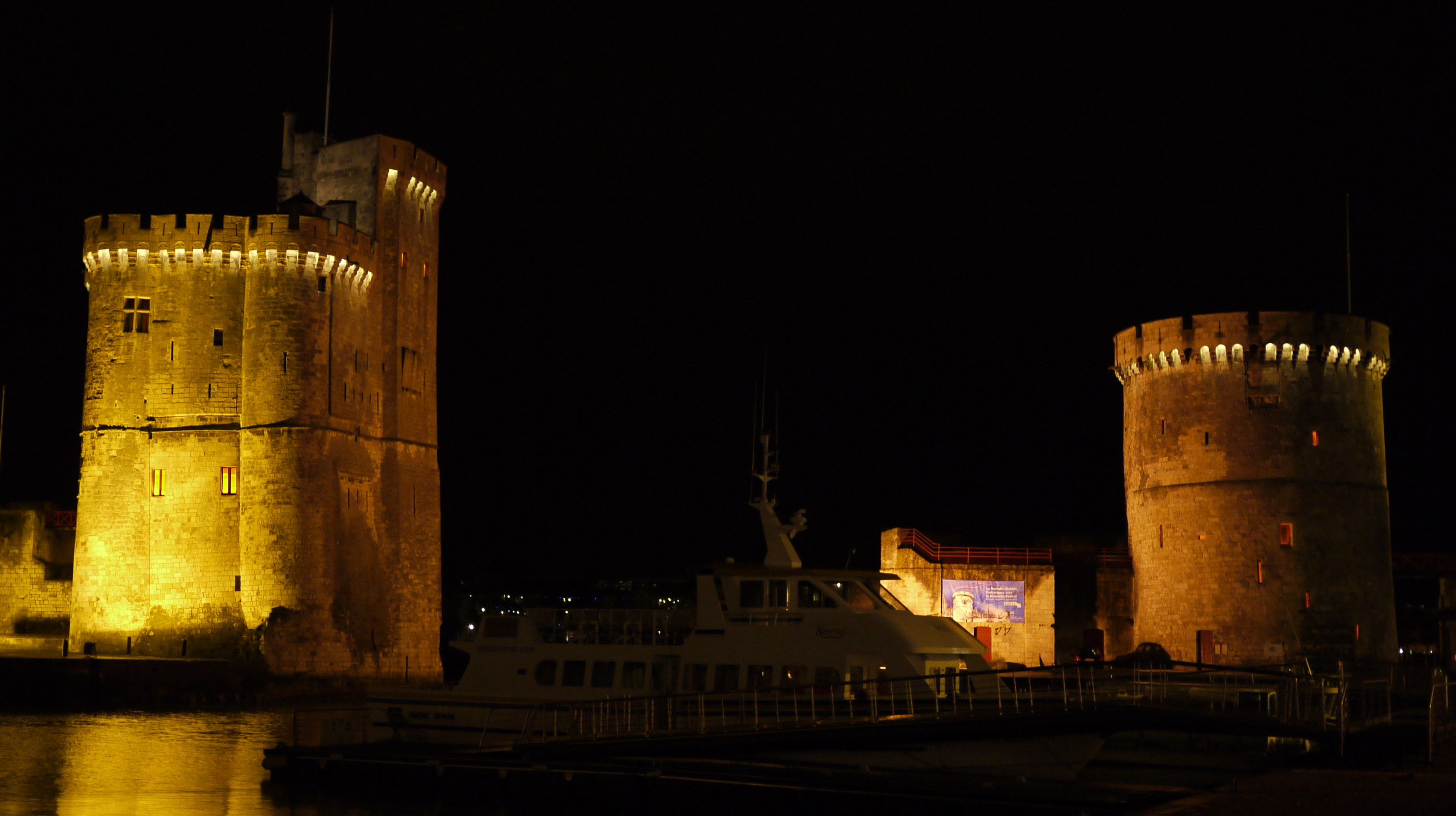
Les tours Saint-Nicolas et de la Chaîne de nuit, janvier 2010.
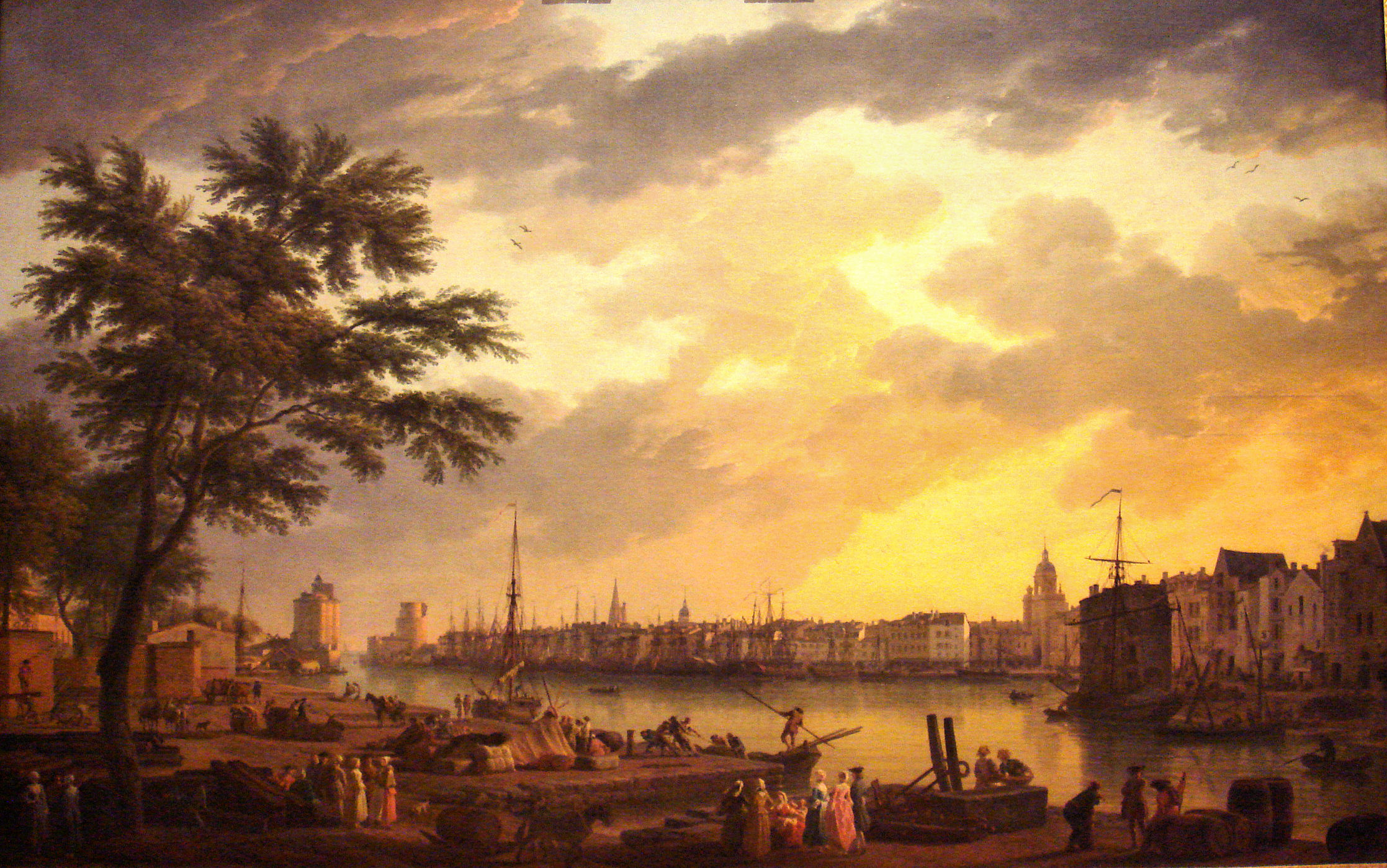
Vue du port de La Rochelle, par Claude Joseph Vernet au Musée du Nouveau Monde à La Rochelle, 1763.
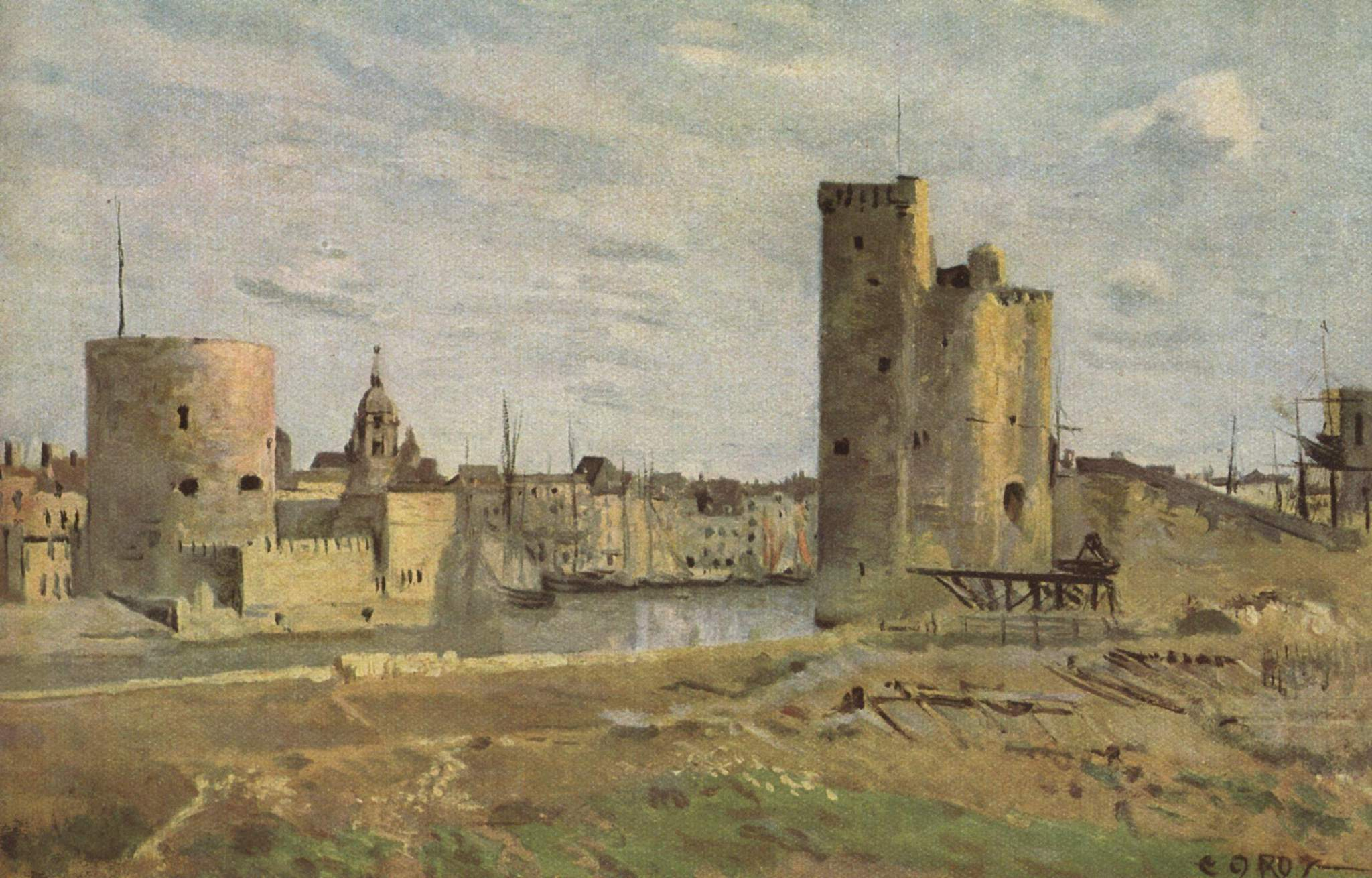
Les deux tours, par Jean-Baptiste-Camille Corot, 1851.
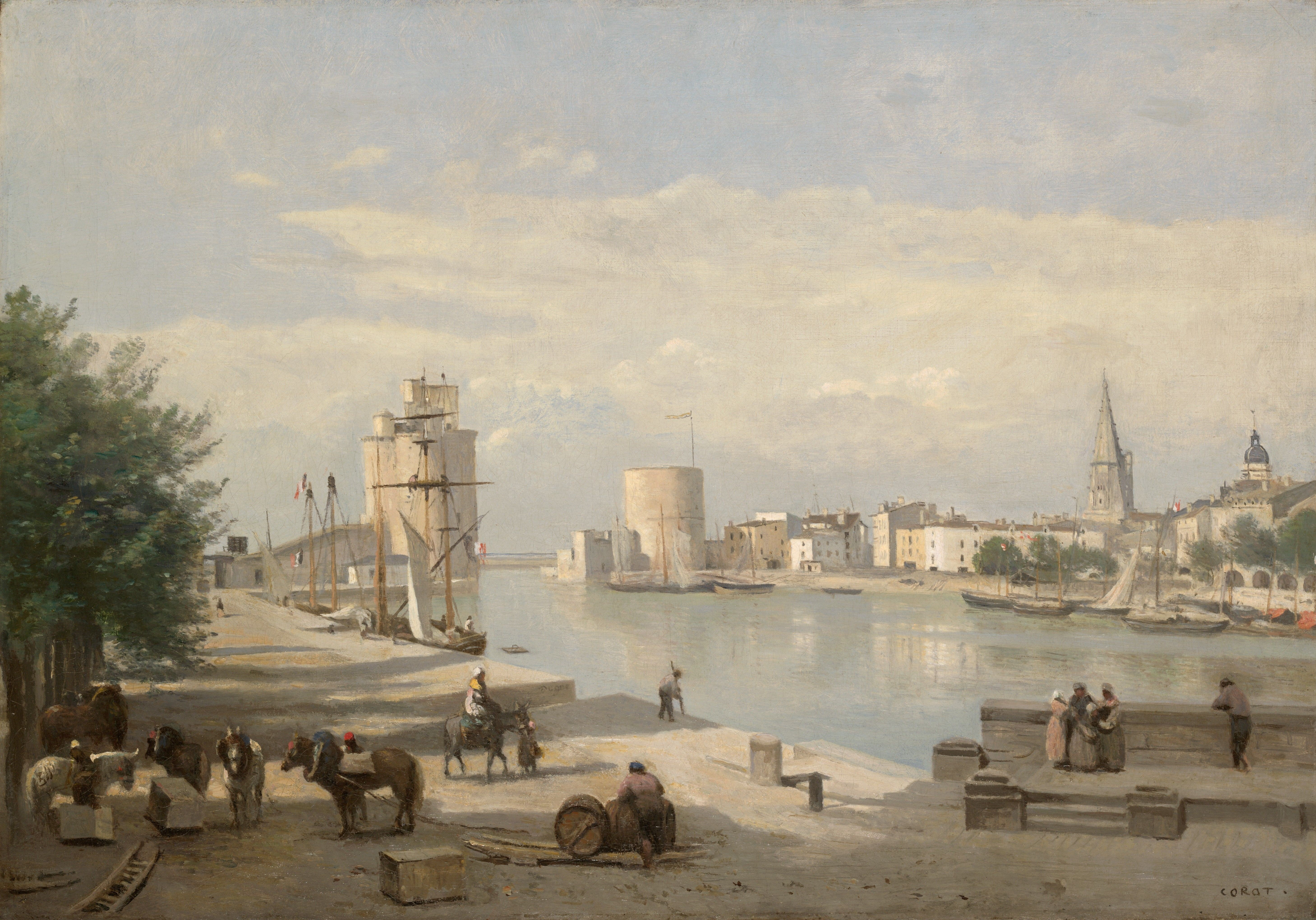
Le port de la Rochelle, par Jean-Baptiste-Camille Corot, 1851.
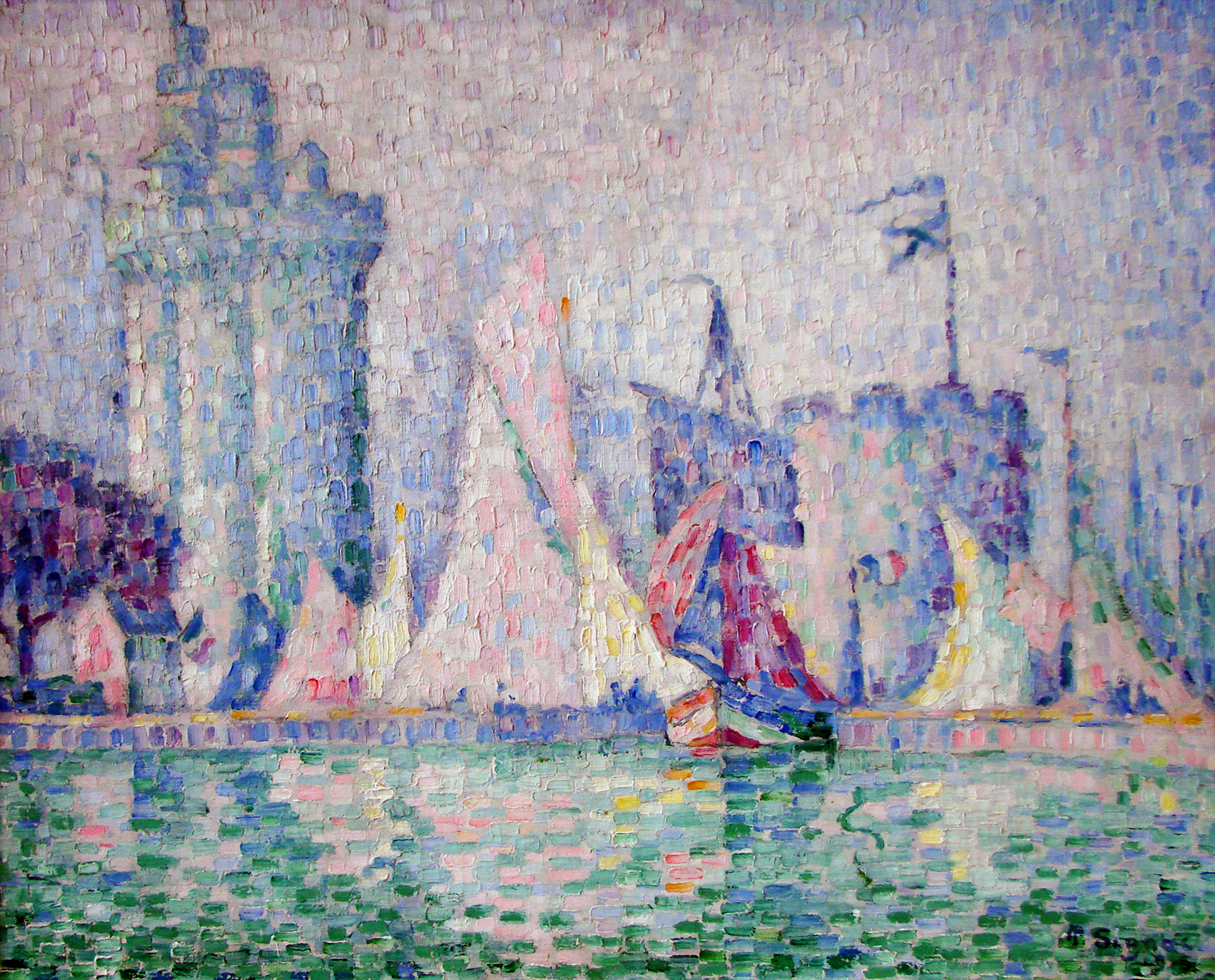
Le port de la Rochelle par Paul Signac (1863-1935) au Musée des beaux-arts de Nancy, 1915.
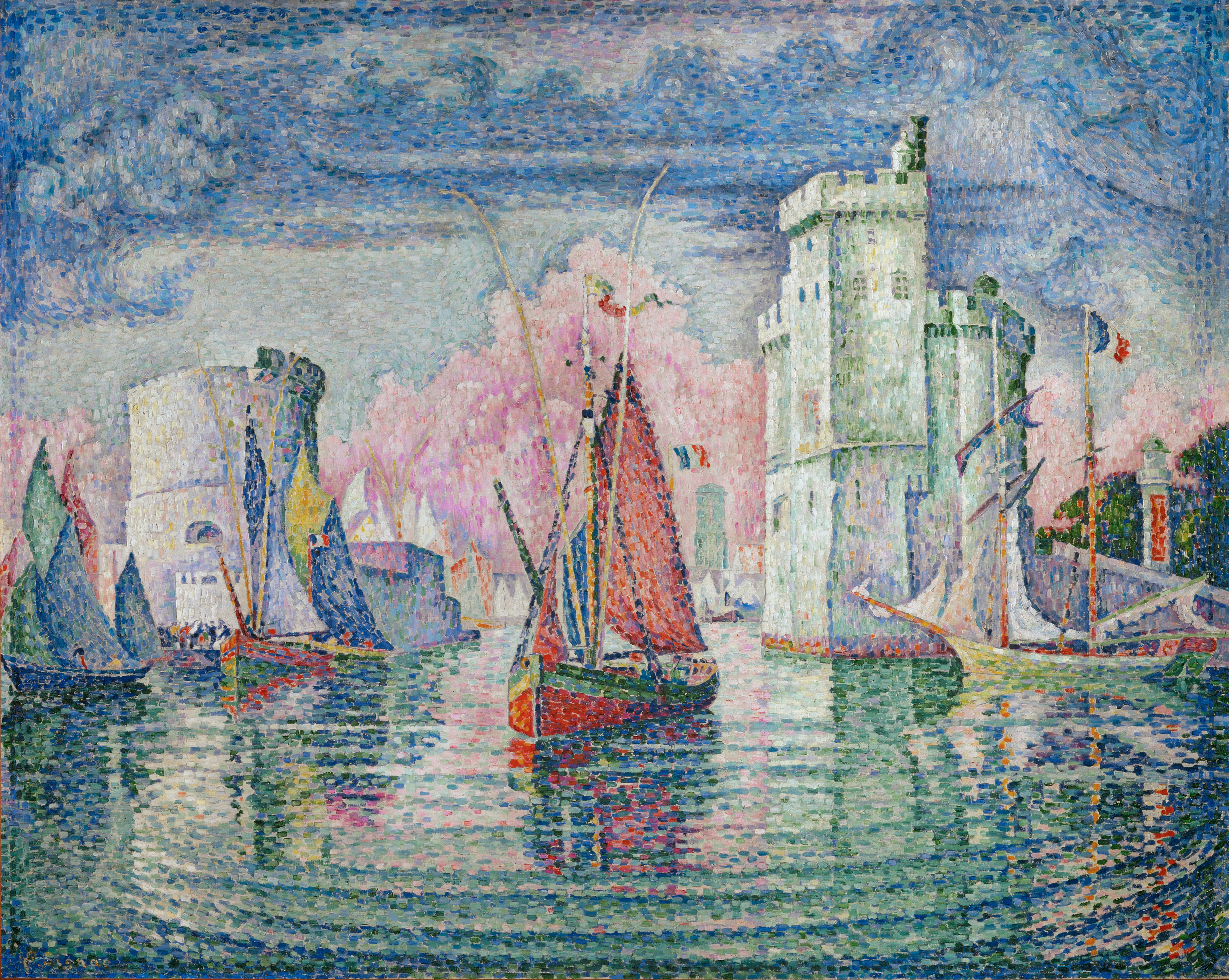
Entrée du port de la Rochelle, par Paul Signac au Musée d'Orsay, 1921.
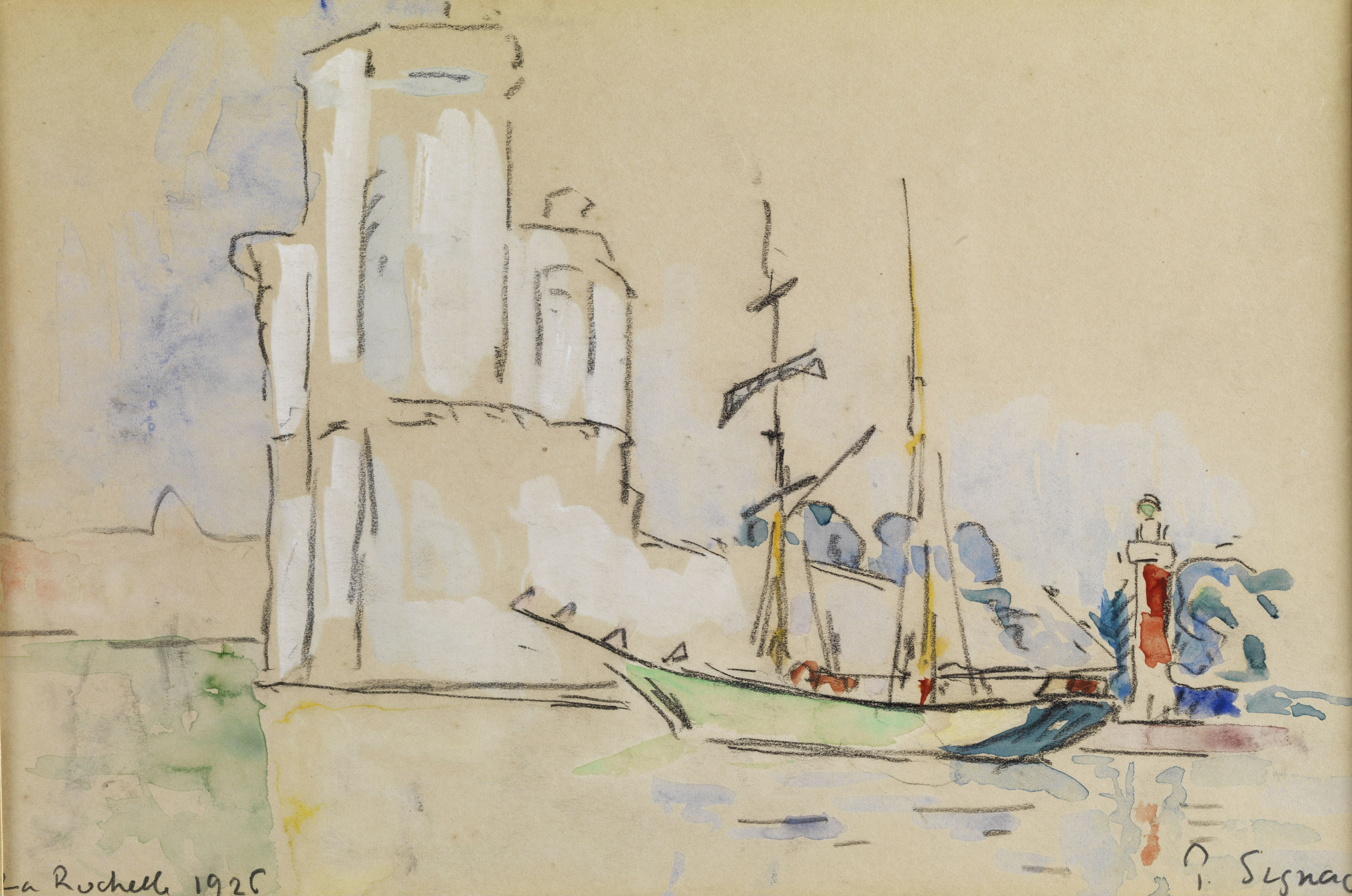
Aquarelle de la tour Saint-Nicolas, par Paul Signac, 1926.

## Données sur l'exploitation des tours
Les tours de La Rochelle, qui regroupent la tour Saint-Nicolas, la tour de la Chaîne et la tour de la Lanterne, sont gérées par le Centre des monuments nationaux qui y emploie en 2011, vingt personnes. La fréquentation des tours s'est améliorée durant ces dernières années passant de 85 444 personnes en 2005 à 121 523 en 2011. Les recettes ont également augmenté, malgré les fermetures ponctuelles de la tour de la Chaîne, passant de 231 303 € en 2005 à 416 811 € en 2011.

## Philatélie
- En 1930, sort en France le 1er timbre intitulé : Port de la Rochelle d'une valeur de 10 f. Il est annoncé bleu. Toutefois, on connaît ce timbre chaudron clair, brun-noir et outremer vif. Ces variétés sont très recherchées[16].
- En 1970, dans une série sur l'histoire de France, Richelieu est représenté devant le port[17].
- En 2008, c'est un timbre de 55 centimes d'euro qui représente le Vieux-Port, les Tours Saint-Nicolas et de la Chaîne[18],[19].